# Gruppspelet i Uefa Europa League 2009/2010
Gruppspelet i Uefa Europa League 2009/2010 spelades från den 17 september till den 17 december 2010, totalt 48 lag tävlade i gruppspelet.
De två första lagen i varje grupp gick vidare till sextondelsfinalerna, där åtta tredjeplacerade lag från gruppspelet i Champions League 2009/2010 anslöt.

## Grupper

### Grupp A
| Nr | Lag           | S | V | O | F | GM | IM | MS | P  |
| -- | ------------- | - | - | - | - | -- | -- | -- | -- |
| 1  | Anderlecht    | 6 | 3 | 2 | 1 | 9  | 4  | +5 | 11 |
| 2  | Ajax          | 6 | 3 | 2 | 1 | 8  | 6  | +2 | 11 |
| 3  | Dinamo Zagreb | 6 | 2 | 0 | 4 | 6  | 8  | −2 | 6  |
| 4  | Timișoara     | 6 | 1 | 2 | 3 | 4  | 9  | −5 | 5  |

| Hemma \ Borta | Nederländerna | Belgien | Kroatien | Rumänien |
| Ajax          | —             | 1–3     | 2–1      | 0–0      |
| Anderlecht    | 1–1           | —       | 0–1      | 3–1      |
| Dinamo Zagreb | 0–2           | 0–2     | —        | 1–2      |
| Timișoara     | 1–2           | 0–0     | 0–3      | —        |

|             | 17 september 2009 | Ajax | 0 – 0           | Timișoara | Amsterdam Arena                                      |                                                      |
| 19:00 UTC+2 | 19:00 UTC+2       |      | (0 – 0) Rapport |           | Amsterdam Publik: 25 391 Domare: Alon Yefet (Israel) | Amsterdam Publik: 25 391 Domare: Alon Yefet (Israel) |
| 19:00 UTC+2 | 19:00 UTC+2       |      |                 |           | Amsterdam Publik: 25 391 Domare: Alon Yefet (Israel) | Amsterdam Publik: 25 391 Domare: Alon Yefet (Israel) |
| 19:00 UTC+2 | 19:00 UTC+2       |      |                 |           | Amsterdam Publik: 25 391 Domare: Alon Yefet (Israel) | Amsterdam Publik: 25 391 Domare: Alon Yefet (Israel) |

|             | 17 september 2009 | Dinamo Zagreb | 0 – 2           | Anderlecht                               | Maksimirstadion                                    |                                                    |
| 19:00 UTC+2 | 19:00 UTC+2       |               | (0 – 0) Rapport | 74′ Víctor Bernárdez 89′ Jonathan Legear | Zagreb Publik: 13 844 Domare: Zsolt Szabó (Ungern) | Zagreb Publik: 13 844 Domare: Zsolt Szabó (Ungern) |
| 19:00 UTC+2 | 19:00 UTC+2       |               |                 |                                          | Zagreb Publik: 13 844 Domare: Zsolt Szabó (Ungern) | Zagreb Publik: 13 844 Domare: Zsolt Szabó (Ungern) |
| 19:00 UTC+2 | 19:00 UTC+2       |               |                 |                                          | Zagreb Publik: 13 844 Domare: Zsolt Szabó (Ungern) | Zagreb Publik: 13 844 Domare: Zsolt Szabó (Ungern) |

|             | 1 oktober 2009 | Anderlecht          | 1 – 1           | Ajax                 | Constant Vanden Stock-stadion                              |                                                            |
| 21:05 UTC+2 | 21:05 UTC+2    | Jonathan Legear 85′ | (0 – 0) Rapport | 72′ Dennis Rommedahl | Bryssel Publik: 17 026 Domare: Kristinn Jakobsson (Island) | Bryssel Publik: 17 026 Domare: Kristinn Jakobsson (Island) |
| 21:05 UTC+2 | 21:05 UTC+2    |                     |                 |                      | Bryssel Publik: 17 026 Domare: Kristinn Jakobsson (Island) | Bryssel Publik: 17 026 Domare: Kristinn Jakobsson (Island) |
| 21:05 UTC+2 | 21:05 UTC+2    |                     |                 |                      | Bryssel Publik: 17 026 Domare: Kristinn Jakobsson (Island) | Bryssel Publik: 17 026 Domare: Kristinn Jakobsson (Island) |

|             | 1 oktober 2009 | Timișoara | 0 – 3           | Dinamo Zagreb                                                  | Stadionul Dan Păltinişanu                                  |                                                            |
| 22:05 UTC+3 | 22:05 UTC+3    |           | (0 – 1) Rapport | 8′ Milan Badelj 52′ Jorge Sammir Cruz Campos 59′ Pedro Morales | Timișoara Publik: 10 000 Domare: Peter Rasmussen (Danmark) | Timișoara Publik: 10 000 Domare: Peter Rasmussen (Danmark) |
| 22:05 UTC+3 | 22:05 UTC+3    |           |                 |                                                                | Timișoara Publik: 10 000 Domare: Peter Rasmussen (Danmark) | Timișoara Publik: 10 000 Domare: Peter Rasmussen (Danmark) |
| 22:05 UTC+3 | 22:05 UTC+3    |           |                 |                                                                | Timișoara Publik: 10 000 Domare: Peter Rasmussen (Danmark) | Timișoara Publik: 10 000 Domare: Peter Rasmussen (Danmark) |

|             | 22 oktober 2009 | Timișoara | 0 – 0           | Anderlecht | Stadionul Dan Păltinişanu                                   |                                                             |
| 22:05 UTC+3 | 22:05 UTC+3     |           | (0 – 0) Rapport |            | Timișoara Publik: 6 893 Domare: Claudio Circhetta (Schweiz) | Timișoara Publik: 6 893 Domare: Claudio Circhetta (Schweiz) |
| 22:05 UTC+3 | 22:05 UTC+3     |           |                 |            | Timișoara Publik: 6 893 Domare: Claudio Circhetta (Schweiz) | Timișoara Publik: 6 893 Domare: Claudio Circhetta (Schweiz) |
| 22:05 UTC+3 | 22:05 UTC+3     |           |                 |            | Timișoara Publik: 6 893 Domare: Claudio Circhetta (Schweiz) | Timișoara Publik: 6 893 Domare: Claudio Circhetta (Schweiz) |

|             | 22 oktober 2009 | Ajax                                       | 2 – 1           | Dinamo Zagreb      | Amsterdam Arena                                               |                                                               |
| 21:05 UTC+2 | 21:05 UTC+2     | Luis Suárez 3′ (str.) Dennis Rommedahl 81′ | (1 – 0) Rapport | 90+3′ Ivan Tomečak | Amsterdam Publik: 30 700 Domare: Thomas Einwaller (Österrike) | Amsterdam Publik: 30 700 Domare: Thomas Einwaller (Österrike) |
| 21:05 UTC+2 | 21:05 UTC+2     |                                            |                 |                    | Amsterdam Publik: 30 700 Domare: Thomas Einwaller (Österrike) | Amsterdam Publik: 30 700 Domare: Thomas Einwaller (Österrike) |
| 21:05 UTC+2 | 21:05 UTC+2     |                                            |                 |                    | Amsterdam Publik: 30 700 Domare: Thomas Einwaller (Österrike) | Amsterdam Publik: 30 700 Domare: Thomas Einwaller (Österrike) |

|             | 5 november 2009 | Anderlecht                                                  | 3 – 1           | Timișoara         | Constant Vanden Stock-stadion                           |                                                         |
| 19:00 UTC+1 | 19:00 UTC+1     | Matías Suárez 29′ Mbark Boussoufa 69′ Jonathan Legear 90+5′ | (1 – 0) Rapport | 51′ Winston Parks | Bryssel Publik: 15 991 Domare: Tony Chapron (Frankrike) | Bryssel Publik: 15 991 Domare: Tony Chapron (Frankrike) |
| 19:00 UTC+1 | 19:00 UTC+1     |                                                             |                 |                   | Bryssel Publik: 15 991 Domare: Tony Chapron (Frankrike) | Bryssel Publik: 15 991 Domare: Tony Chapron (Frankrike) |
| 19:00 UTC+1 | 19:00 UTC+1     |                                                             |                 |                   | Bryssel Publik: 15 991 Domare: Tony Chapron (Frankrike) | Bryssel Publik: 15 991 Domare: Tony Chapron (Frankrike) |

|             | 5 november 2009 | Dinamo Zagreb | 0 – 2           | Ajax                                   | Maksimirstadion                              |                                              |
| 19:00 UTC+1 | 19:00 UTC+1     |               | (0 – 2) Rapport | 13′ Marko Pantelić 45+1′ Demy de Zeeuw | Zagreb Publik: 0 Domare: Mike Dean (England) | Zagreb Publik: 0 Domare: Mike Dean (England) |
| 19:00 UTC+1 | 19:00 UTC+1     |               |                 |                                        | Zagreb Publik: 0 Domare: Mike Dean (England) | Zagreb Publik: 0 Domare: Mike Dean (England) |
| 19:00 UTC+1 | 19:00 UTC+1     |               |                 |                                        | Zagreb Publik: 0 Domare: Mike Dean (England) | Zagreb Publik: 0 Domare: Mike Dean (England) |

|             | 2 december 2009 | Timișoara     | 1 – 2   | Ajax                              | Stadionul Dan Păltinişanu                                   |                                                             |
| 22:05 UTC+2 | 22:05 UTC+2     | Dorin Goga 2′ | Rapport | 8′ Luis Suárez 46′ Marko Pantelić | Timișoara Publik: 8 085 Domare: Paolo Tagliavento (Italien) | Timișoara Publik: 8 085 Domare: Paolo Tagliavento (Italien) |
| 22:05 UTC+2 | 22:05 UTC+2     |               |         |                                   | Timișoara Publik: 8 085 Domare: Paolo Tagliavento (Italien) | Timișoara Publik: 8 085 Domare: Paolo Tagliavento (Italien) |
| 22:05 UTC+2 | 22:05 UTC+2     |               |         |                                   | Timișoara Publik: 8 085 Domare: Paolo Tagliavento (Italien) | Timișoara Publik: 8 085 Domare: Paolo Tagliavento (Italien) |

|             | 2 december 2009 | Anderlecht | 0 – 1           | Dinamo Zagreb         | Constant Vanden Stock-stadion                              |                                                            |
| 21:05 UTC+1 | 21:05 UTC+1     |            | (0 – 0) Rapport | 57′ Miroslav Slepička | Bryssel Publik: 15 622 Domare: Dougie McDonald (Skottland) | Bryssel Publik: 15 622 Domare: Dougie McDonald (Skottland) |
| 21:05 UTC+1 | 21:05 UTC+1     |            |                 |                       | Bryssel Publik: 15 622 Domare: Dougie McDonald (Skottland) | Bryssel Publik: 15 622 Domare: Dougie McDonald (Skottland) |
| 21:05 UTC+1 | 21:05 UTC+1     |            |                 |                       | Bryssel Publik: 15 622 Domare: Dougie McDonald (Skottland) | Bryssel Publik: 15 622 Domare: Dougie McDonald (Skottland) |

|             | 17 december 2009 | Ajax                | 1 – 3           | Anderlecht                                 | Amsterdam Arena                                         |                                                         |
| 19:00 UTC+1 | 19:00 UTC+1      | Urby Emanuelson 77′ | (0 – 3) Rapport | 13′, 22′ Romelu Lukaku 43′ Jonathan Legear | Amsterdam Publik: 36 156 Domare: Cüneyt Çakır (Turkiet) | Amsterdam Publik: 36 156 Domare: Cüneyt Çakır (Turkiet) |
| 19:00 UTC+1 | 19:00 UTC+1      |                     |                 |                                            | Amsterdam Publik: 36 156 Domare: Cüneyt Çakır (Turkiet) | Amsterdam Publik: 36 156 Domare: Cüneyt Çakır (Turkiet) |
| 19:00 UTC+1 | 19:00 UTC+1      |                     |                 |                                            | Amsterdam Publik: 36 156 Domare: Cüneyt Çakır (Turkiet) | Amsterdam Publik: 36 156 Domare: Cüneyt Çakır (Turkiet) |

|             | 17 december 2009 | Dinamo Zagreb               | 1 – 2           | Timișoara                         | Stadionul Dan Păltinişanu                                     |                                                               |
| 19:00 UTC+1 | 19:00 UTC+1      | Cristian Scutaru 80′ (sjm.) | (0 – 0) Rapport | 67′ Gheorghe Bucur 84′ Dorin Goga | Timișoara Publik: 0 Domare: Carlos Velasco Carballo (Spanien) | Timișoara Publik: 0 Domare: Carlos Velasco Carballo (Spanien) |
| 19:00 UTC+1 | 19:00 UTC+1      |                             |                 |                                   | Timișoara Publik: 0 Domare: Carlos Velasco Carballo (Spanien) | Timișoara Publik: 0 Domare: Carlos Velasco Carballo (Spanien) |
| 19:00 UTC+1 | 19:00 UTC+1      |                             |                 |                                   | Timișoara Publik: 0 Domare: Carlos Velasco Carballo (Spanien) | Timișoara Publik: 0 Domare: Carlos Velasco Carballo (Spanien) |

### Grupp B
| Nr | Lag         | S | V | O | F | GM | IM | MS | P  |
| -- | ----------- | - | - | - | - | -- | -- | -- | -- |
| 1  | Valencia    | 6 | 3 | 3 | 0 | 12 | 8  | +4 | 12 |
| 2  | Lille       | 6 | 3 | 1 | 2 | 15 | 9  | +6 | 10 |
| 3  | Genoa       | 6 | 2 | 1 | 3 | 8  | 10 | −2 | 7  |
| 4  | Slavia Prag | 6 | 0 | 3 | 3 | 5  | 13 | −8 | 3  |

| Hemma \ Borta | Italien | Frankrike | Tjeckien | Spanien |
| Genoa         | —       | 3–2       | 2–0      | 1–2     |
| Lille         | 3–0     | —         | 3–1      | 1–1     |
| Slavia Prag   | 0–0     | 1–5       | —        | 2–2     |
| Valencia      | 3–2     | 3–1       | 1–1      | —       |

|             | 17 september 2009 | Lille                   | 1 – 1           | Valencia | Stadium Lille-Metropole                                             |                                                                     |
| 19:00 UTC+2 | 19:00 UTC+2       | Gervais Yao Kouassi 86′ | (0 – 0) Rapport | 78′ Mata | Villeneuve-d'Ascq Publik: 14 676 Domare: Alexandru Tudor (Rumänien) | Villeneuve-d'Ascq Publik: 14 676 Domare: Alexandru Tudor (Rumänien) |
| 19:00 UTC+2 | 19:00 UTC+2       |                         |                 |          | Villeneuve-d'Ascq Publik: 14 676 Domare: Alexandru Tudor (Rumänien) | Villeneuve-d'Ascq Publik: 14 676 Domare: Alexandru Tudor (Rumänien) |
| 19:00 UTC+2 | 19:00 UTC+2       |                         |                 |          | Villeneuve-d'Ascq Publik: 14 676 Domare: Alexandru Tudor (Rumänien) | Villeneuve-d'Ascq Publik: 14 676 Domare: Alexandru Tudor (Rumänien) |

|             | 17 september 2009 | Genoa                                  | 2 – 0           | Slavia Prag | Stadio Luigi Ferraris                               |                                                     |
| 19:00 UTC+2 | 19:00 UTC+2       | Alberto Zapater 4′ Giuseppe Sculli 39′ | (2 – 0) Rapport |             | Genua Publik: 17 356 Domare: Jorge Sousa (Portugal) | Genua Publik: 17 356 Domare: Jorge Sousa (Portugal) |
| 19:00 UTC+2 | 19:00 UTC+2       |                                        |                 |             | Genua Publik: 17 356 Domare: Jorge Sousa (Portugal) | Genua Publik: 17 356 Domare: Jorge Sousa (Portugal) |
| 19:00 UTC+2 | 19:00 UTC+2       |                                        |                 |             | Genua Publik: 17 356 Domare: Jorge Sousa (Portugal) | Genua Publik: 17 356 Domare: Jorge Sousa (Portugal) |

|             | 1 oktober 2009 | Slavia Prag             | 1 – 5           | Lille | Synot Tip Arena                                             |                                                             |
| 21:05 UTC+2 | 21:05 UTC+2    | Tijani Belaid 6′ (str.) | (1 – 0) Rapport | 47′ (sjm.) Marek Suchý 71′ Pierre-Alain Frau 85′ Gervais Yao Kouassi 88′ Arnaud Souquet 90+1′ Gervais Yao Kouassi | Prag Publik: 9 158 Domare: Robert Schörgenhofer (Österrike) | Prag Publik: 9 158 Domare: Robert Schörgenhofer (Österrike) |
| 21:05 UTC+2 | 21:05 UTC+2    |                         |                 | | Prag Publik: 9 158 Domare: Robert Schörgenhofer (Österrike) | Prag Publik: 9 158 Domare: Robert Schörgenhofer (Österrike) |
| 21:05 UTC+2 | 21:05 UTC+2    |                         |                 | | Prag Publik: 9 158 Domare: Robert Schörgenhofer (Österrike) | Prag Publik: 9 158 Domare: Robert Schörgenhofer (Österrike) |

|             | 1 oktober 2009 | Valencia                                                | 3 – 2           | Genoa                                          | Mestalla                                               |                                                        |
| 21:05 UTC+2 | 21:05 UTC+2    | David Silva 52′ Nikola Žigić 56′ David Villa 82′ (str.) | (0 – 1) Rapport | 43′ Sergio Floccari 64′ (str.) Houssine Kharja | Valencia Publik: 21 333 Domare: Cüneyt Çakır (Turkiet) | Valencia Publik: 21 333 Domare: Cüneyt Çakır (Turkiet) |
| 21:05 UTC+2 | 21:05 UTC+2    |                                                         |                 |                                                | Valencia Publik: 21 333 Domare: Cüneyt Çakır (Turkiet) | Valencia Publik: 21 333 Domare: Cüneyt Çakır (Turkiet) |
| 21:05 UTC+2 | 21:05 UTC+2    |                                                         |                 |                                                | Valencia Publik: 21 333 Domare: Cüneyt Çakır (Turkiet) | Valencia Publik: 21 333 Domare: Cüneyt Çakır (Turkiet) |

|             | 22 oktober 2009 | Valencia          | 1 – 1           | Slavia Prag      | Mestalla                                                 |                                                          |
| 21:05 UTC+2 | 21:05 UTC+2     | David Navarro 63′ | (0 – 1) Rapport | 28′ Riste Naumov | Valencia Publik: 20 632 Domare: Serge Gumienny (Belgien) | Valencia Publik: 20 632 Domare: Serge Gumienny (Belgien) |
| 21:05 UTC+2 | 21:05 UTC+2     |                   |                 |                  | Valencia Publik: 20 632 Domare: Serge Gumienny (Belgien) | Valencia Publik: 20 632 Domare: Serge Gumienny (Belgien) |
| 21:05 UTC+2 | 21:05 UTC+2     |                   |                 |                  | Valencia Publik: 20 632 Domare: Serge Gumienny (Belgien) | Valencia Publik: 20 632 Domare: Serge Gumienny (Belgien) |

|             | 22 oktober 2009 | Lille                                                  | 3 – 0           | Genoa | Stadium Lille-Metropole                                            |                                                                    |
| 21:05 UTC+2 | 21:05 UTC+2     | Ludovic Obraniak 38′ Róbert Vittek 63′ Eden Hazard 84′ | (1 – 0) Rapport |       | Villeneuve-d'Ascq Publik: 16 518 Domare: Darko Čeferin (Slovenien) | Villeneuve-d'Ascq Publik: 16 518 Domare: Darko Čeferin (Slovenien) |
| 21:05 UTC+2 | 21:05 UTC+2     |                                                        |                 |       | Villeneuve-d'Ascq Publik: 16 518 Domare: Darko Čeferin (Slovenien) | Villeneuve-d'Ascq Publik: 16 518 Domare: Darko Čeferin (Slovenien) |
| 21:05 UTC+2 | 21:05 UTC+2     |                                                        |                 |       | Villeneuve-d'Ascq Publik: 16 518 Domare: Darko Čeferin (Slovenien) | Villeneuve-d'Ascq Publik: 16 518 Domare: Darko Čeferin (Slovenien) |

|             | 5 november 2009 | Slavia Prag                       | 2 – 2           | Valencia                                       | Synot Tip Arena                                       |                                                       |
| 19:00 UTC+1 | 19:00 UTC+1     | Petr Janda 79′ Peter Grajciar 82′ | (0 – 1) Rapport | 22′ (str.) Joaquín Sánchez 47′ Hedwiges Maduro | Prag Publik: 10 624 Domare: Svein Oddvar Moen (Norge) | Prag Publik: 10 624 Domare: Svein Oddvar Moen (Norge) |
| 19:00 UTC+1 | 19:00 UTC+1     |                                   |                 |                                                | Prag Publik: 10 624 Domare: Svein Oddvar Moen (Norge) | Prag Publik: 10 624 Domare: Svein Oddvar Moen (Norge) |
| 19:00 UTC+1 | 19:00 UTC+1     |                                   |                 |                                                | Prag Publik: 10 624 Domare: Svein Oddvar Moen (Norge) | Prag Publik: 10 624 Domare: Svein Oddvar Moen (Norge) |

|             | 5 november 2009 | Genoa                                                       | 3 – 2           | Lille                              | Stadio Luigi Ferraris                                    |                                                          |
| 19:00 UTC+1 | 19:00 UTC+1     | Rodrigo Palacio 14′ Hernán Crespo 58′ Giuseppe Sculli 90+2′ | (1 – 0) Rapport | 76′ Pierre-Alain Frau 84′ Gervinho | Genua Publik: 18 587 Domare: Bas Nijhuis (Nederländerna) | Genua Publik: 18 587 Domare: Bas Nijhuis (Nederländerna) |
| 19:00 UTC+1 | 19:00 UTC+1     |                                                             |                 |                                    | Genua Publik: 18 587 Domare: Bas Nijhuis (Nederländerna) | Genua Publik: 18 587 Domare: Bas Nijhuis (Nederländerna) |
| 19:00 UTC+1 | 19:00 UTC+1     |                                                             |                 |                                    | Genua Publik: 18 587 Domare: Bas Nijhuis (Nederländerna) | Genua Publik: 18 587 Domare: Bas Nijhuis (Nederländerna) |

|             | 2 december 2009 | Valencia                                     | 3 – 1           | Lille         | Mestalla                                            |                                                     |
| 21:05 UTC+1 | 21:05 UTC+1     | Joaquín Sánchez 3′, 32′ Juan Manuel Mata 53′ | (2 – 0) Rapport | 90+1′ Chedjou | Valencia Publik: 26 193 Domare: Mike Dean (England) | Valencia Publik: 26 193 Domare: Mike Dean (England) |
| 21:05 UTC+1 | 21:05 UTC+1     |                                              |                 |               | Valencia Publik: 26 193 Domare: Mike Dean (England) | Valencia Publik: 26 193 Domare: Mike Dean (England) |
| 21:05 UTC+1 | 21:05 UTC+1     |                                              |                 |               | Valencia Publik: 26 193 Domare: Mike Dean (England) | Valencia Publik: 26 193 Domare: Mike Dean (England) |

|             | 2 december 2009 | Slavia Prag | 0 – 0           | Genoa | Synot Tip Arena                                     |                                                     |
| 21:05 UTC+1 | 21:05 UTC+1     |             | (0 – 0) Rapport |       | Prag Publik: 11 799 Domare: Knut Kircher (Tyskland) | Prag Publik: 11 799 Domare: Knut Kircher (Tyskland) |
| 21:05 UTC+1 | 21:05 UTC+1     |             |                 |       | Prag Publik: 11 799 Domare: Knut Kircher (Tyskland) | Prag Publik: 11 799 Domare: Knut Kircher (Tyskland) |
| 21:05 UTC+1 | 21:05 UTC+1     |             |                 |       | Prag Publik: 11 799 Domare: Knut Kircher (Tyskland) | Prag Publik: 11 799 Domare: Knut Kircher (Tyskland) |

|             | 17 december 2009 | Lille                                              | 3 – 1           | Slavia Prag | Stadium Lille-Metropole                                      |                                                              |
| 19:00 UTC+1 | 19:00 UTC+1      | Yohan Cabaye 25′ Gervinho 40′ Ludovic Obraniak 80′ | (2 – 0) Rapport | 56′ Vlček   | Villeneuve-d'Ascq Publik: 15 358 Domare: Mike Dean (England) | Villeneuve-d'Ascq Publik: 15 358 Domare: Mike Dean (England) |
| 19:00 UTC+1 | 19:00 UTC+1      |                                                    |                 |             | Villeneuve-d'Ascq Publik: 15 358 Domare: Mike Dean (England) | Villeneuve-d'Ascq Publik: 15 358 Domare: Mike Dean (England) |
| 19:00 UTC+1 | 19:00 UTC+1      |                                                    |                 |             | Villeneuve-d'Ascq Publik: 15 358 Domare: Mike Dean (England) | Villeneuve-d'Ascq Publik: 15 358 Domare: Mike Dean (England) |

|             | 17 december 2009 | Genoa             | 1 – 2           | Valencia                                  | Stadio Luigi Ferraris                            |                                                  |
| 19:00 UTC+1 | 19:00 UTC+1      | Hernán Crespo 51′ | (0 – 1) Rapport | 45+1′ Bruno Saltor Grau 90+5′ David Villa | Genua Publik: 23 480 Domare: Alan Kelly (Irland) | Genua Publik: 23 480 Domare: Alan Kelly (Irland) |
| 19:00 UTC+1 | 19:00 UTC+1      |                   |                 |                                           | Genua Publik: 23 480 Domare: Alan Kelly (Irland) | Genua Publik: 23 480 Domare: Alan Kelly (Irland) |
| 19:00 UTC+1 | 19:00 UTC+1      |                   |                 |                                           | Genua Publik: 23 480 Domare: Alan Kelly (Irland) | Genua Publik: 23 480 Domare: Alan Kelly (Irland) |

### Grupp C
| Nr | Lag             | S | V | O | F | GM | IM | MS | P  |
| -- | --------------- | - | - | - | - | -- | -- | -- | -- |
| 1  | Hapoel Tel Aviv | 6 | 4 | 0 | 2 | 13 | 8  | +5 | 12 |
| 2  | Hamburg         | 6 | 3 | 1 | 2 | 7  | 6  | +1 | 10 |
| 3  | Celtic          | 6 | 1 | 3 | 2 | 7  | 7  | 0  | 6  |
| 4  | Rapid Wien      | 6 | 1 | 2 | 3 | 8  | 14 | −6 | 5  |

| Hemma \ Borta   | Skottland | Tyskland | Israel | Österrike |
| Celtic          | —         | 0–1      | 2–0    | 1–1       |
| Hamburg         | 0–0       | —        | 4–2    | 2–0       |
| Hapoel Tel Aviv | 2–1       | 1–0      | —      | 5–1       |
| Rapid Wien      | 3–3       | 3–0      | 0–3    | —         |

|             | 17 september 2009 | Hapoel Tel Aviv                       | 2 – 1           | Celtic               | Bloomfield Stadium                                          |                                                             |
| 20:00 UTC+3 | 20:00 UTC+3       | Nemanja Vučićević 75′ Maaran Lala 88′ | (0 – 1) Rapport | 25′ Georgios Samaras | Tel Aviv-Yafo Publik: 9 830 Domare: Paul Allaerts (Belgien) | Tel Aviv-Yafo Publik: 9 830 Domare: Paul Allaerts (Belgien) |
| 20:00 UTC+3 | 20:00 UTC+3       |                                       |                 |                      | Tel Aviv-Yafo Publik: 9 830 Domare: Paul Allaerts (Belgien) | Tel Aviv-Yafo Publik: 9 830 Domare: Paul Allaerts (Belgien) |
| 20:00 UTC+3 | 20:00 UTC+3       |                                       |                 |                      | Tel Aviv-Yafo Publik: 9 830 Domare: Paul Allaerts (Belgien) | Tel Aviv-Yafo Publik: 9 830 Domare: Paul Allaerts (Belgien) |

|             | 17 september 2009 | Rapid Wien                                                    | 3 – 0           | Hamburg | Ernst-Happel-Stadion                              |                                                   |
| 19:00 UTC+2 | 19:00 UTC+2       | Steffen Hofmann 36′ Nikica Jelavić 44′ Christopher Drazan 76′ | (2 – 0) Rapport |         | Wien Publik: 49 500 Domare: Ivan Bebek (Kroatien) | Wien Publik: 49 500 Domare: Ivan Bebek (Kroatien) |
| 19:00 UTC+2 | 19:00 UTC+2       |                                                               |                 |         | Wien Publik: 49 500 Domare: Ivan Bebek (Kroatien) | Wien Publik: 49 500 Domare: Ivan Bebek (Kroatien) |
| 19:00 UTC+2 | 19:00 UTC+2       |                                                               |                 |         | Wien Publik: 49 500 Domare: Ivan Bebek (Kroatien) | Wien Publik: 49 500 Domare: Ivan Bebek (Kroatien) |

|             | 1 oktober 2009 | Hamburg                                            | 4 – 2           | Hapoel Tel Aviv                     | HSH Nordbank Arena                                 |                                                    |
| 21:05 UTC+2 | 21:05 UTC+2    | Marcus Berg 5′, 12′ Eljero Elia 41′ Zé Roberto 77′ | (3 – 1) Rapport | 36′ Itay Shechter 61′ Samuel Yeboah | Hamburg Publik: 29 976 Domare: István Vad (Ungern) | Hamburg Publik: 29 976 Domare: István Vad (Ungern) |
| 21:05 UTC+2 | 21:05 UTC+2    |                                                    |                 |                                     | Hamburg Publik: 29 976 Domare: István Vad (Ungern) | Hamburg Publik: 29 976 Domare: István Vad (Ungern) |
| 21:05 UTC+2 | 21:05 UTC+2    |                                                    |                 |                                     | Hamburg Publik: 29 976 Domare: István Vad (Ungern) | Hamburg Publik: 29 976 Domare: István Vad (Ungern) |

|             | 1 oktober 2009 | Celtic             | 1 – 1           | Rapid Wien        | Celtic Park                                            |                                                        |
| 20:05 UTC+1 | 20:05 UTC+1    | Scott McDonald 21′ | (1 – 1) Rapport | 4′ Nikica Jelavić | Glasgow Publik: 40 577 Domare: Bruno Paixão (Portugal) | Glasgow Publik: 40 577 Domare: Bruno Paixão (Portugal) |
| 20:05 UTC+1 | 20:05 UTC+1    |                    |                 |                   | Glasgow Publik: 40 577 Domare: Bruno Paixão (Portugal) | Glasgow Publik: 40 577 Domare: Bruno Paixão (Portugal) |
| 20:05 UTC+1 | 20:05 UTC+1    |                    |                 |                   | Glasgow Publik: 40 577 Domare: Bruno Paixão (Portugal) | Glasgow Publik: 40 577 Domare: Bruno Paixão (Portugal) |

|             | 22 oktober 2009 | Celtic | 0 – 1           | Hamburg         | Celtic Park                                              |                                                          |
| 20:05 UTC+1 | 20:05 UTC+1     |        | (0 – 0) Rapport | 63′ Marcus Berg | Glasgow Publik: 40 650 Domare: Gianluca Rocchi (Italien) | Glasgow Publik: 40 650 Domare: Gianluca Rocchi (Italien) |
| 20:05 UTC+1 | 20:05 UTC+1     |        |                 |                 | Glasgow Publik: 40 650 Domare: Gianluca Rocchi (Italien) | Glasgow Publik: 40 650 Domare: Gianluca Rocchi (Italien) |
| 20:05 UTC+1 | 20:05 UTC+1     |        |                 |                 | Glasgow Publik: 40 650 Domare: Gianluca Rocchi (Italien) | Glasgow Publik: 40 650 Domare: Gianluca Rocchi (Italien) |

|             | 22 oktober 2009 | Hapoel Tel Aviv                                                                                     | 5 – 1           | Rapid Wien | Bloomfield Stadium                                               |                                                                  |
| 22:05 UTC+3 | 22:05 UTC+3     | Andreas Dober 30′ (sjm.) Zurab Menteshashvili 54′ Itay Shechter 59′ Gil Vermuth 69′ Maaran Lala 90′ | (1 – 1) Rapport |            | Tel Aviv-Yafo Publik: 11 305 Domare: Kristinn Jakobsson (Island) | Tel Aviv-Yafo Publik: 11 305 Domare: Kristinn Jakobsson (Island) |
| 22:05 UTC+3 | 22:05 UTC+3     | |                 |            | Tel Aviv-Yafo Publik: 11 305 Domare: Kristinn Jakobsson (Island) | Tel Aviv-Yafo Publik: 11 305 Domare: Kristinn Jakobsson (Island) |
| 22:05 UTC+3 | 22:05 UTC+3     | |                 |            | Tel Aviv-Yafo Publik: 11 305 Domare: Kristinn Jakobsson (Island) | Tel Aviv-Yafo Publik: 11 305 Domare: Kristinn Jakobsson (Island) |

|             | 5 november 2009 | Hamburg | 0 – 0           | Celtic | HSH Nordbank Arena                                               |                                                                  |
| 19:00 UTC+1 | 19:00 UTC+1     |         | (0 – 0) Rapport |        | Hamburg Publik: 45 037 Domare: Carlos Velasco Carballo (Spanien) | Hamburg Publik: 45 037 Domare: Carlos Velasco Carballo (Spanien) |
| 19:00 UTC+1 | 19:00 UTC+1     |         |                 |        | Hamburg Publik: 45 037 Domare: Carlos Velasco Carballo (Spanien) | Hamburg Publik: 45 037 Domare: Carlos Velasco Carballo (Spanien) |
| 19:00 UTC+1 | 19:00 UTC+1     |         |                 |        | Hamburg Publik: 45 037 Domare: Carlos Velasco Carballo (Spanien) | Hamburg Publik: 45 037 Domare: Carlos Velasco Carballo (Spanien) |

|             | 5 november 2009 | Rapid Wien | 0 – 3           | Hapoel Tel Aviv                                    | Ernst-Happel-Stadion                               |                                                    |
| 19:00 UTC+1 | 19:00 UTC+1     |            | (0 – 1) Rapport | 13′ Avihai Yadin 65′ Gil Vermuth 70′ Bibras Natkho | Wien Publik: 49 000 Domare: Tommy Skjerven (Norge) | Wien Publik: 49 000 Domare: Tommy Skjerven (Norge) |
| 19:00 UTC+1 | 19:00 UTC+1     |            |                 |                                                    | Wien Publik: 49 000 Domare: Tommy Skjerven (Norge) | Wien Publik: 49 000 Domare: Tommy Skjerven (Norge) |
| 19:00 UTC+1 | 19:00 UTC+1     |            |                 |                                                    | Wien Publik: 49 000 Domare: Tommy Skjerven (Norge) | Wien Publik: 49 000 Domare: Tommy Skjerven (Norge) |

|             | 2 december 2009 | Celtic                                | 2 – 0           | Hapoel Tel Aviv | Celtic Park                                          |                                                      |
| 20:05 UTC±0 | 20:05 UTC±0     | Georgios Samaras 22′ Barry Robson 68′ | (1 – 0) Rapport |                 | Glasgow Publik: 35 010 Domare: Tony Asumaa (Finland) | Glasgow Publik: 35 010 Domare: Tony Asumaa (Finland) |
| 20:05 UTC±0 | 20:05 UTC±0     |                                       |                 |                 | Glasgow Publik: 35 010 Domare: Tony Asumaa (Finland) | Glasgow Publik: 35 010 Domare: Tony Asumaa (Finland) |
| 20:05 UTC±0 | 20:05 UTC±0     |                                       |                 |                 | Glasgow Publik: 35 010 Domare: Tony Asumaa (Finland) | Glasgow Publik: 35 010 Domare: Tony Asumaa (Finland) |

|             | 2 december 2009 | Hamburg                            | 2 – 0           | Rapid Wien | HSH Nordbank Arena                                         |                                                            |
| 21:05 UTC+1 | 21:05 UTC+1     | Marcell Jansen 47′ Marcus Berg 53′ | (0 – 0) Rapport |            | Hamburg Publik: 45 737 Domare: Bas Nijhuis (Nederländerna) | Hamburg Publik: 45 737 Domare: Bas Nijhuis (Nederländerna) |
| 21:05 UTC+1 | 21:05 UTC+1     |                                    |                 |            | Hamburg Publik: 45 737 Domare: Bas Nijhuis (Nederländerna) | Hamburg Publik: 45 737 Domare: Bas Nijhuis (Nederländerna) |
| 21:05 UTC+1 | 21:05 UTC+1     |                                    |                 |            | Hamburg Publik: 45 737 Domare: Bas Nijhuis (Nederländerna) | Hamburg Publik: 45 737 Domare: Bas Nijhuis (Nederländerna) |

|             | 17 december 2009 | Hapoel Tel Aviv   | 1 – 0           | Hamburg | Bloomfield Stadium                                               |                                                                  |
| 20:00 UTC+2 | 20:00 UTC+2      | Samuel Yeboah 23′ | (1 – 0) Rapport |         | Tel Aviv-Yafo Publik: 13 552 Domare: Aleksei Nikolaev (Ryssland) | Tel Aviv-Yafo Publik: 13 552 Domare: Aleksei Nikolaev (Ryssland) |
| 20:00 UTC+2 | 20:00 UTC+2      |                   |                 |         | Tel Aviv-Yafo Publik: 13 552 Domare: Aleksei Nikolaev (Ryssland) | Tel Aviv-Yafo Publik: 13 552 Domare: Aleksei Nikolaev (Ryssland) |
| 20:00 UTC+2 | 20:00 UTC+2      |                   |                 |         | Tel Aviv-Yafo Publik: 13 552 Domare: Aleksei Nikolaev (Ryssland) | Tel Aviv-Yafo Publik: 13 552 Domare: Aleksei Nikolaev (Ryssland) |

|             | 17 december 2009 | Rapid Wien                             | 3 – 3           | Celtic                                           | Ernst-Happel-Stadion                             |                                                  |
| 19:00 UTC+1 | 19:00 UTC+1      | Nikica Jelavić 1′, 8′ Hamdi Salihi 19′ | (3 – 1) Rapport | 24′, 67′ Marc-Antoine Fortuné 90+1′ Paul McGowan | Wien Publik: 48 300 Domare: Robert Malek (Polen) | Wien Publik: 48 300 Domare: Robert Malek (Polen) |
| 19:00 UTC+1 | 19:00 UTC+1      |                                        |                 |                                                  | Wien Publik: 48 300 Domare: Robert Malek (Polen) | Wien Publik: 48 300 Domare: Robert Malek (Polen) |
| 19:00 UTC+1 | 19:00 UTC+1      |                                        |                 |                                                  | Wien Publik: 48 300 Domare: Robert Malek (Polen) | Wien Publik: 48 300 Domare: Robert Malek (Polen) |

### Grupp D
| Nr | Lag               | S | V | O | F | GM | IM | MS | P  |
| -- | ----------------- | - | - | - | - | -- | -- | -- | -- |
| 1  | Sporting Lissabon | 6 | 3 | 2 | 1 | 8  | 6  | +2 | 11 |
| 2  | Hertha Berlin     | 6 | 3 | 1 | 2 | 6  | 5  | +1 | 10 |
| 3  | Heerenveen        | 6 | 2 | 2 | 2 | 11 | 7  | +4 | 8  |
| 4  | Ventspils         | 6 | 0 | 3 | 3 | 3  | 10 | −7 | 3  |

| Hemma \ Borta     | Tyskland | Nederländerna | Portugal | Lettland |
| Hertha Berlin     | —        | 0–1           | 1–0      | 1–1      |
| Heerenveen        | 2–3      | —             | 2–3      | 5–0      |
| Sporting Lissabon | 1–0      | 1–1           | —        | 1–1      |
| Ventspils         | 0–1      | 0–0           | 1–2      | —        |

|             | 17 september 2009 | Hertha Berlin       | 1 – 1           | Ventspils          | Olympiastadion                                    |                                                   |
| 19:00 UTC+2 | 19:00 UTC+2       | Łukasz Piszczek 37′ | (1 – 0) Rapport | 48′ Edgars Gauračs | Berlin Publik: 13 454 Domare: Alan Kelly (Irland) | Berlin Publik: 13 454 Domare: Alan Kelly (Irland) |
| 19:00 UTC+2 | 19:00 UTC+2       |                     |                 |                    | Berlin Publik: 13 454 Domare: Alan Kelly (Irland) | Berlin Publik: 13 454 Domare: Alan Kelly (Irland) |
| 19:00 UTC+2 | 19:00 UTC+2       |                     |                 |                    | Berlin Publik: 13 454 Domare: Alan Kelly (Irland) | Berlin Publik: 13 454 Domare: Alan Kelly (Irland) |

|             | 17 september 2009 | Heerenveen                            | 2 – 3           | Sporting Lissabon     | Abe Lenstra Stadion                                           |                                                               |
| 19:00 UTC+2 | 19:00 UTC+2       | Gerald Sibon 12′ Michael Dingsdag 77′ | (2 – 1) Rapport | 17′, 40′, 87′ Liédson | Heerenveen Publik: 13 000 Domare: Aleksei Nikolaev (Ryssland) | Heerenveen Publik: 13 000 Domare: Aleksei Nikolaev (Ryssland) |
| 19:00 UTC+2 | 19:00 UTC+2       |                                       |                 |                       | Heerenveen Publik: 13 000 Domare: Aleksei Nikolaev (Ryssland) | Heerenveen Publik: 13 000 Domare: Aleksei Nikolaev (Ryssland) |
| 19:00 UTC+2 | 19:00 UTC+2       |                                       |                 |                       | Heerenveen Publik: 13 000 Domare: Aleksei Nikolaev (Ryssland) | Heerenveen Publik: 13 000 Domare: Aleksei Nikolaev (Ryssland) |

|             | 1 oktober 2009 | Sporting Lissabon | 1 – 0           | Hertha Berlin | Estádio José Alvalade                                    |                                                          |
| 20:05 UTC+1 | 20:05 UTC+1    | Adrien Silva 18′  | (1 – 0) Rapport |               | Lissabon Publik: 16 197 Domare: Serge Gumienny (Belgien) | Lissabon Publik: 16 197 Domare: Serge Gumienny (Belgien) |
| 20:05 UTC+1 | 20:05 UTC+1    |                   |                 |               | Lissabon Publik: 16 197 Domare: Serge Gumienny (Belgien) | Lissabon Publik: 16 197 Domare: Serge Gumienny (Belgien) |
| 20:05 UTC+1 | 20:05 UTC+1    |                   |                 |               | Lissabon Publik: 16 197 Domare: Serge Gumienny (Belgien) | Lissabon Publik: 16 197 Domare: Serge Gumienny (Belgien) |

|             | 1 oktober 2009 | Ventspils | 0 – 0           | Heerenveen | Skonto Stadions                                    |                                                    |
| 22:05 UTC+3 | 22:05 UTC+3    |           | (0 – 0) Rapport |            | Riga Publik: 2 000 Domare: Oleh Oriekhov (Ukraina) | Riga Publik: 2 000 Domare: Oleh Oriekhov (Ukraina) |
| 22:05 UTC+3 | 22:05 UTC+3    |           |                 |            | Riga Publik: 2 000 Domare: Oleh Oriekhov (Ukraina) | Riga Publik: 2 000 Domare: Oleh Oriekhov (Ukraina) |
| 22:05 UTC+3 | 22:05 UTC+3    |           |                 |            | Riga Publik: 2 000 Domare: Oleh Oriekhov (Ukraina) | Riga Publik: 2 000 Domare: Oleh Oriekhov (Ukraina) |

|             | 22 oktober 2009 | Ventspils                | 1 – 2   | Sporting Lissabon                  | Skonto Stadions                                   |                                                   |
| 22:05 UTC+3 | 22:05 UTC+3     | Juris Laizāns 64′ (str.) | Rapport | 6′ Miguel Veloso 85′ João Moutinho | Riga Publik: 4 500 Domare: Sascha Kever (Schweiz) | Riga Publik: 4 500 Domare: Sascha Kever (Schweiz) |
| 22:05 UTC+3 | 22:05 UTC+3     |                          |         |                                    | Riga Publik: 4 500 Domare: Sascha Kever (Schweiz) | Riga Publik: 4 500 Domare: Sascha Kever (Schweiz) |
| 22:05 UTC+3 | 22:05 UTC+3     |                          |         |                                    | Riga Publik: 4 500 Domare: Sascha Kever (Schweiz) | Riga Publik: 4 500 Domare: Sascha Kever (Schweiz) |

|             | 22 oktober 2009 | Hertha Berlin | 0 – 1           | Heerenveen | Olympiastadion                                          |                                                         |
| 21:05 UTC+2 | 21:05 UTC+2     |               | (0 – 1) Rapport | 36′ Losada | Berlin Publik: 13 134 Domare: Costas Kapitanis (Cypern) | Berlin Publik: 13 134 Domare: Costas Kapitanis (Cypern) |
| 21:05 UTC+2 | 21:05 UTC+2     |               |                 |            | Berlin Publik: 13 134 Domare: Costas Kapitanis (Cypern) | Berlin Publik: 13 134 Domare: Costas Kapitanis (Cypern) |
| 21:05 UTC+2 | 21:05 UTC+2     |               |                 |            | Berlin Publik: 13 134 Domare: Costas Kapitanis (Cypern) | Berlin Publik: 13 134 Domare: Costas Kapitanis (Cypern) |

|             | 5 november 2009 | Sporting Lissabon  | 1 – 1           | Ventspils                | Estádio José Alvalade                                           |                                                                 |
| 17:00 UTC±0 | 17:00 UTC±0     | Carlos Saleiro 22′ | (1 – 1) Rapport | 15′ Alessandro Zamperini | Lissabon Publik: 18 103 Domare: Aleksandar Stavrev (Makedonien) | Lissabon Publik: 18 103 Domare: Aleksandar Stavrev (Makedonien) |
| 17:00 UTC±0 | 17:00 UTC±0     |                    |                 |                          | Lissabon Publik: 18 103 Domare: Aleksandar Stavrev (Makedonien) | Lissabon Publik: 18 103 Domare: Aleksandar Stavrev (Makedonien) |
| 17:00 UTC±0 | 17:00 UTC±0     |                    |                 |                          | Lissabon Publik: 18 103 Domare: Aleksandar Stavrev (Makedonien) | Lissabon Publik: 18 103 Domare: Aleksandar Stavrev (Makedonien) |

|             | 5 november 2009 | Heerenveen                 | 2 – 3           | Hertha Berlin                                       | Abe Lenstra Stadion                                         |                                                             |
| 18:00 UTC+1 | 18:00 UTC+1     | Michal Papadopulos 3′, 36′ | (2 – 1) Rapport | 21′, 52′ Valeri Domovchiyski 90+1′ Artur Wichniarek | Heerenveen Publik: 20 000 Domare: Cristian Balaj (Rumänien) | Heerenveen Publik: 20 000 Domare: Cristian Balaj (Rumänien) |
| 18:00 UTC+1 | 18:00 UTC+1     |                            |                 |                                                     | Heerenveen Publik: 20 000 Domare: Cristian Balaj (Rumänien) | Heerenveen Publik: 20 000 Domare: Cristian Balaj (Rumänien) |
| 18:00 UTC+1 | 18:00 UTC+1     |                            |                 |                                                     | Heerenveen Publik: 20 000 Domare: Cristian Balaj (Rumänien) | Heerenveen Publik: 20 000 Domare: Cristian Balaj (Rumänien) |

|             | 3 december 2009 | Ventspils | 0 – 1           | Hertha Berlin                 | Skonto Stadions                                |                                                |
| 22:05 UTC+2 | 22:05 UTC+2     |           | (0 – 1) Rapport | 12′ Raffael Caetano de Araújo | Riga Publik: 7 200 Domare: István Vad (Ungern) | Riga Publik: 7 200 Domare: István Vad (Ungern) |
| 22:05 UTC+2 | 22:05 UTC+2     |           |                 |                               | Riga Publik: 7 200 Domare: István Vad (Ungern) | Riga Publik: 7 200 Domare: István Vad (Ungern) |
| 22:05 UTC+2 | 22:05 UTC+2     |           |                 |                               | Riga Publik: 7 200 Domare: István Vad (Ungern) | Riga Publik: 7 200 Domare: István Vad (Ungern) |

|             | 3 december 2009 | Sporting Lissabon   | 1 – 1           | Heerenveen          | Estádio José Alvalade                                     |                                                           |
| 20:05 UTC±0 | 20:05 UTC±0     | Leandro Grimi 90+1′ | (0 – 0) Rapport | 47′ Oussama Assaidi | Lissabon Publik: 12 264 Domare: Pavel Královec (Tjeckien) | Lissabon Publik: 12 264 Domare: Pavel Královec (Tjeckien) |
| 20:05 UTC±0 | 20:05 UTC±0     |                     |                 |                     | Lissabon Publik: 12 264 Domare: Pavel Královec (Tjeckien) | Lissabon Publik: 12 264 Domare: Pavel Královec (Tjeckien) |
| 20:05 UTC±0 | 20:05 UTC±0     |                     |                 |                     | Lissabon Publik: 12 264 Domare: Pavel Královec (Tjeckien) | Lissabon Publik: 12 264 Domare: Pavel Královec (Tjeckien) |

|             | 16 december 2009 | Hertha Berlin   | 1 – 0           | Sporting Lissabon | Olympiastadion                                           |                                                          |
| 19:00 UTC+1 | 19:00 UTC+1      | Gojko Kačar 70′ | (0 – 0) Rapport |                   | Berlin Publik: 14 174 Domare: Aleksei Kulbakov (Belarus) | Berlin Publik: 14 174 Domare: Aleksei Kulbakov (Belarus) |
| 19:00 UTC+1 | 19:00 UTC+1      |                 |                 |                   | Berlin Publik: 14 174 Domare: Aleksei Kulbakov (Belarus) | Berlin Publik: 14 174 Domare: Aleksei Kulbakov (Belarus) |
| 19:00 UTC+1 | 19:00 UTC+1      |                 |                 |                   | Berlin Publik: 14 174 Domare: Aleksei Kulbakov (Belarus) | Berlin Publik: 14 174 Domare: Aleksei Kulbakov (Belarus) |

|             | 16 december 2009 | Heerenveen                                                               | 5 – 0           | Ventspils | Abe Lenstra Stadion                                                |                                                                    |
| 19:00 UTC+1 | 19:00 UTC+1      | Mika Väyrynen 55′ Viktor Elm 58′ Gerald Sibon 77′, 78′ Daryl Janmaat 88′ | (0 – 0) Rapport |           | Heerenveen Publik: 16 000 Domare: Robert Schörgenhofer (Österrike) | Heerenveen Publik: 16 000 Domare: Robert Schörgenhofer (Österrike) |
| 19:00 UTC+1 | 19:00 UTC+1      |                                                                          |                 |           | Heerenveen Publik: 16 000 Domare: Robert Schörgenhofer (Österrike) | Heerenveen Publik: 16 000 Domare: Robert Schörgenhofer (Österrike) |
| 19:00 UTC+1 | 19:00 UTC+1      |                                                                          |                 |           | Heerenveen Publik: 16 000 Domare: Robert Schörgenhofer (Österrike) | Heerenveen Publik: 16 000 Domare: Robert Schörgenhofer (Österrike) |

### Grupp E
| Nr | Lag        | S | V | O | F | GM | IM | MS  | P  |
| -- | ---------- | - | - | - | - | -- | -- | --- | -- |
| 1  | Roma       | 6 | 4 | 1 | 1 | 10 | 5  | +5  | 13 |
| 2  | Fulham     | 6 | 3 | 2 | 1 | 8  | 6  | +2  | 11 |
| 3  | Basel      | 6 | 3 | 0 | 3 | 10 | 7  | +3  | 9  |
| 4  | CSKA Sofia | 6 | 0 | 1 | 5 | 2  | 12 | −10 | 1  |

| Hemma \ Borta | Schweiz | Bulgarien | England | Italien |
| Basel         | —       | 3–1       | 2–3     | 2–0     |
| CSKA Sofia    | 0–2     | —         | 1–1     | 0–3     |
| Fulham        | 1–0     | 1–0       | —       | 1–1     |
| Roma          | 2–1     | 2–0       | 2–1     | —       |

|             | 17 september 2009 | CSKA Sofia          | 1 – 1           | Fulham              | Nationalstadion Vasil Levski                       |                                                    |
| 20:00 UTC+3 | 20:00 UTC+3       | Michel Mesquita 62′ | (0 – 0) Rapport | 65′ Diomansy Kamara | Sofia Publik: 28 000 Domare: Slovenien (Slovenien) | Sofia Publik: 28 000 Domare: Slovenien (Slovenien) |
| 20:00 UTC+3 | 20:00 UTC+3       |                     |                 |                     | Sofia Publik: 28 000 Domare: Slovenien (Slovenien) | Sofia Publik: 28 000 Domare: Slovenien (Slovenien) |
| 20:00 UTC+3 | 20:00 UTC+3       |                     |                 |                     | Sofia Publik: 28 000 Domare: Slovenien (Slovenien) | Sofia Publik: 28 000 Domare: Slovenien (Slovenien) |

|             | 17 september 2009 | Basel                                                  | 2 – 0           | Roma | St. Jakob-Park                                                 |                                                                |
| 19:00 UTC+2 | 19:00 UTC+2       | Carlos Alberto Alves Garcia 11′ Federico Almerares 87′ | (1 – 0) Rapport |      | Basel Publik: 16 459 Domare: Carlos Velasco Carballo (Spanien) | Basel Publik: 16 459 Domare: Carlos Velasco Carballo (Spanien) |
| 19:00 UTC+2 | 19:00 UTC+2       |                                                        |                 |      | Basel Publik: 16 459 Domare: Carlos Velasco Carballo (Spanien) | Basel Publik: 16 459 Domare: Carlos Velasco Carballo (Spanien) |
| 19:00 UTC+2 | 19:00 UTC+2       |                                                        |                 |      | Basel Publik: 16 459 Domare: Carlos Velasco Carballo (Spanien) | Basel Publik: 16 459 Domare: Carlos Velasco Carballo (Spanien) |

|             | 1 oktober 2009 | Roma                                        | 2 – 0           | CSKA Sofia | Olympiastadion                                         |                                                        |
| 21:05 UTC+2 | 21:05 UTC+2    | Stefano Okaka Chuka 19′ Simone Perrotta 23′ | (2 – 0) Rapport |            | Rom Publik: 16 027 Domare: Vladimír Hriňák (Slovakien) | Rom Publik: 16 027 Domare: Vladimír Hriňák (Slovakien) |
| 21:05 UTC+2 | 21:05 UTC+2    |                                             |                 |            | Rom Publik: 16 027 Domare: Vladimír Hriňák (Slovakien) | Rom Publik: 16 027 Domare: Vladimír Hriňák (Slovakien) |
| 21:05 UTC+2 | 21:05 UTC+2    |                                             |                 |            | Rom Publik: 16 027 Domare: Vladimír Hriňák (Slovakien) | Rom Publik: 16 027 Domare: Vladimír Hriňák (Slovakien) |

|             | 1 oktober 2009 | Fulham           | 1 – 0           | Basel | Craven Cottage                                          |                                                         |
| 20:05 UTC+1 | 20:05 UTC+1    | Danny Murphy 57′ | (0 – 0) Rapport |       | London Publik: 16 100 Domare: Michael Weiner (Tyskland) | London Publik: 16 100 Domare: Michael Weiner (Tyskland) |
| 20:05 UTC+1 | 20:05 UTC+1    |                  |                 |       | London Publik: 16 100 Domare: Michael Weiner (Tyskland) | London Publik: 16 100 Domare: Michael Weiner (Tyskland) |
| 20:05 UTC+1 | 20:05 UTC+1    |                  |                 |       | London Publik: 16 100 Domare: Michael Weiner (Tyskland) | London Publik: 16 100 Domare: Michael Weiner (Tyskland) |

|             | 22 oktober 2009 | Fulham              | 1 – 1           | Roma                  | Craven Cottage                                        |                                                       |
| 20:05 UTC+1 | 20:05 UTC+1     | Brede Hangeland 24′ | (1 – 0) Rapport | 90+3′ Marco Andreolli | London Publik: 23 561 Domare: Paul Allaerts (Belgien) | London Publik: 23 561 Domare: Paul Allaerts (Belgien) |
| 20:05 UTC+1 | 20:05 UTC+1     |                     |                 |                       | London Publik: 23 561 Domare: Paul Allaerts (Belgien) | London Publik: 23 561 Domare: Paul Allaerts (Belgien) |
| 20:05 UTC+1 | 20:05 UTC+1     |                     |                 |                       | London Publik: 23 561 Domare: Paul Allaerts (Belgien) | London Publik: 23 561 Domare: Paul Allaerts (Belgien) |

|             | 22 oktober 2009 | CSKA Sofia | 0 – 2           | Basel                   | Nationalstadion Vasil Levski                        |                                                     |
| 22:05 UTC+3 | 22:05 UTC+3     |            | (0 – 1) Rapport | 20′, 63′ Alexander Frei | Sofia Publik: 17 664 Domare: Jorge Sousa (Portugal) | Sofia Publik: 17 664 Domare: Jorge Sousa (Portugal) |
| 22:05 UTC+3 | 22:05 UTC+3     |            |                 |                         | Sofia Publik: 17 664 Domare: Jorge Sousa (Portugal) | Sofia Publik: 17 664 Domare: Jorge Sousa (Portugal) |
| 22:05 UTC+3 | 22:05 UTC+3     |            |                 |                         | Sofia Publik: 17 664 Domare: Jorge Sousa (Portugal) | Sofia Publik: 17 664 Domare: Jorge Sousa (Portugal) |

|             | 5 november 2009 | Roma                                  | 2 – 1           | Fulham                     | Olympiastadion                                        |                                                       |
| 19:00 UTC+1 | 19:00 UTC+1     | John Arne Riise 69′ Stefano Okaka 76′ | (0 – 1) Rapport | 19′ (str.) Diomansy Kamara | Rom Publik: 14 457 Domare: Kevin Blom (Nederländerna) | Rom Publik: 14 457 Domare: Kevin Blom (Nederländerna) |
| 19:00 UTC+1 | 19:00 UTC+1     |                                       |                 |                            | Rom Publik: 14 457 Domare: Kevin Blom (Nederländerna) | Rom Publik: 14 457 Domare: Kevin Blom (Nederländerna) |
| 19:00 UTC+1 | 19:00 UTC+1     |                                       |                 |                            | Rom Publik: 14 457 Domare: Kevin Blom (Nederländerna) | Rom Publik: 14 457 Domare: Kevin Blom (Nederländerna) |

|             | 5 november 2009 | Basel                                              | 3 – 1           | CSKA Sofia        | St. Jakob-Park                                       |                                                      |
| 19:00 UTC+1 | 19:00 UTC+1     | Marcos Gelabert 35′ Alexander Frei 41′ (str.), 67′ | (2 – 0) Rapport | 61′ Todor Yanchev | Basel Publik: 15 255 Domare: Oleh Oriekhov (Ukraina) | Basel Publik: 15 255 Domare: Oleh Oriekhov (Ukraina) |
| 19:00 UTC+1 | 19:00 UTC+1     |                                                    |                 |                   | Basel Publik: 15 255 Domare: Oleh Oriekhov (Ukraina) | Basel Publik: 15 255 Domare: Oleh Oriekhov (Ukraina) |
| 19:00 UTC+1 | 19:00 UTC+1     |                                                    |                 |                   | Basel Publik: 15 255 Domare: Oleh Oriekhov (Ukraina) | Basel Publik: 15 255 Domare: Oleh Oriekhov (Ukraina) |

|             | 3 december 2009 | Fulham          | 1 – 0           | CSKA Sofia | Craven Cottage                                               |                                                              |
| 20:05 UTC±0 | 20:05 UTC±0     | Zoltán Gera 15′ | (1 – 0) Rapport |            | London Publik: 23 604 Domare: Cristian Balaj (Nederländerna) | London Publik: 23 604 Domare: Cristian Balaj (Nederländerna) |
| 20:05 UTC±0 | 20:05 UTC±0     |                 |                 |            | London Publik: 23 604 Domare: Cristian Balaj (Nederländerna) | London Publik: 23 604 Domare: Cristian Balaj (Nederländerna) |
| 20:05 UTC±0 | 20:05 UTC±0     |                 |                 |            | London Publik: 23 604 Domare: Cristian Balaj (Nederländerna) | London Publik: 23 604 Domare: Cristian Balaj (Nederländerna) |

|             | 3 december 2009 | Roma                                         | 2 – 1           | Basel               | Olympiastadion                                      |                                                     |
| 21:05 UTC+1 | 21:05 UTC+1     | Francesco Totti 32′ (str.) Mirko Vučinić 59′ | (1 – 1) Rapport | 18′ Benjamin Huggel | Rom Publik: 17 332 Domare: Tony Chapron (Frankrike) | Rom Publik: 17 332 Domare: Tony Chapron (Frankrike) |
| 21:05 UTC+1 | 21:05 UTC+1     |                                              |                 |                     | Rom Publik: 17 332 Domare: Tony Chapron (Frankrike) | Rom Publik: 17 332 Domare: Tony Chapron (Frankrike) |
| 21:05 UTC+1 | 21:05 UTC+1     |                                              |                 |                     | Rom Publik: 17 332 Domare: Tony Chapron (Frankrike) | Rom Publik: 17 332 Domare: Tony Chapron (Frankrike) |

|             | 16 december 2009 | CSKA Sofia | 0 – 3           | Roma | Nationalstadion Vasil Levski                                |                                                             |
| 20:00 UTC+2 | 20:00 UTC+2      |            | (0 – 1) Rapport |      | Sofia Publik: 9 700 Domare: Aleksandar Stavrev (Makedonien) | Sofia Publik: 9 700 Domare: Aleksandar Stavrev (Makedonien) |
| 20:00 UTC+2 | 20:00 UTC+2      |            |                 |      | Sofia Publik: 9 700 Domare: Aleksandar Stavrev (Makedonien) | Sofia Publik: 9 700 Domare: Aleksandar Stavrev (Makedonien) |
| 20:00 UTC+2 | 20:00 UTC+2      |            |                 |      | Sofia Publik: 9 700 Domare: Aleksandar Stavrev (Makedonien) | Sofia Publik: 9 700 Domare: Aleksandar Stavrev (Makedonien) |

|             | 16 december 2009 | Basel                                        | 2 – 3           | Fulham                                | St. Jakob-Park                                            |                                                           |
| 19:00 UTC+1 | 19:00 UTC+1      | Alexander Frei 64′ (str.) Marco Streller 87′ | (0 – 2) Rapport | 41′, 45′ Bobby Zamora 77′ Zoltán Gera | Basel Publik: 20 063 Domare: Stefan Johannesson (Sverige) | Basel Publik: 20 063 Domare: Stefan Johannesson (Sverige) |
| 19:00 UTC+1 | 19:00 UTC+1      |                                              |                 |                                       | Basel Publik: 20 063 Domare: Stefan Johannesson (Sverige) | Basel Publik: 20 063 Domare: Stefan Johannesson (Sverige) |
| 19:00 UTC+1 | 19:00 UTC+1      |                                              |                 |                                       | Basel Publik: 20 063 Domare: Stefan Johannesson (Sverige) | Basel Publik: 20 063 Domare: Stefan Johannesson (Sverige) |

### Grupp F
| Nr | Lag              | S | V | O | F | GM | IM | MS | P  |
| -- | ---------------- | - | - | - | - | -- | -- | -- | -- |
| 1  | Galatasaray      | 6 | 4 | 1 | 1 | 12 | 4  | +8 | 13 |
| 2  | Panathinaikos    | 6 | 4 | 0 | 2 | 7  | 4  | +3 | 12 |
| 3  | Dinamo București | 6 | 2 | 0 | 4 | 4  | 12 | −8 | 6  |
| 4  | Sturm Graz       | 6 | 1 | 1 | 4 | 3  | 6  | −3 | 4  |

| Hemma \ Borta    | Rumänien | Turkiet | Grekland | Österrike |
| Dinamo București | —        | 0–3     | 0–1      | 2–1       |
| Galatasaray      | 4–1      | —       | 1–0      | 1–1       |
| Panathinaikos    | 3–0      | 1–3     | —        | 1–0       |
| Sturm Graz       | 0–1      | 1–0     | 0–1      | —         |

|             | 17 september 2009 | Panathinaikos           | 1 – 3           | Galatasaray                                       | Olympiastadion                                          |                                                         |
| 20:00 UTC+3 | 20:00 UTC+3       | Dimitris Salpigidis 78′ | (0 – 1) Rapport | 5′ Elano 47′ Milan Baroš 58′ (sjm.) Josu Sarriegi | Aten Publik: 46 791 Domare: Paolo Tagliavento (Italien) | Aten Publik: 46 791 Domare: Paolo Tagliavento (Italien) |
| 20:00 UTC+3 | 20:00 UTC+3       |                         |                 |                                                   | Aten Publik: 46 791 Domare: Paolo Tagliavento (Italien) | Aten Publik: 46 791 Domare: Paolo Tagliavento (Italien) |
| 20:00 UTC+3 | 20:00 UTC+3       |                         |                 |                                                   | Aten Publik: 46 791 Domare: Paolo Tagliavento (Italien) | Aten Publik: 46 791 Domare: Paolo Tagliavento (Italien) |

|             | 17 september 2009 | Sturm Graz | 0 – 1           | Dinamo București  | UPC-Arena                                         |                                                   |
| 19:00 UTC+2 | 19:00 UTC+2       |            | (0 – 0) Rapport | 81′ Gabriel Tamaş | Graz Publik: 15 323 Domare: Tony Asumaa (Finland) | Graz Publik: 15 323 Domare: Tony Asumaa (Finland) |
| 19:00 UTC+2 | 19:00 UTC+2       |            |                 |                   | Graz Publik: 15 323 Domare: Tony Asumaa (Finland) | Graz Publik: 15 323 Domare: Tony Asumaa (Finland) |
| 19:00 UTC+2 | 19:00 UTC+2       |            |                 |                   | Graz Publik: 15 323 Domare: Tony Asumaa (Finland) | Graz Publik: 15 323 Domare: Tony Asumaa (Finland) |

|             | 1 oktober 2009 | Dinamo București | 0 – 1           | Panathinaikos          | Stadionul Dinamo                                           |                                                            |
| 22:05 UTC+3 | 22:05 UTC+3    |                  | (0 – 0) Rapport | 79′ Giorgos Karagounis | Bukarest Publik: 0 Domare: César Muñiz Fernández (Spanien) | Bukarest Publik: 0 Domare: César Muñiz Fernández (Spanien) |
| 22:05 UTC+3 | 22:05 UTC+3    |                  |                 |                        | Bukarest Publik: 0 Domare: César Muñiz Fernández (Spanien) | Bukarest Publik: 0 Domare: César Muñiz Fernández (Spanien) |
| 22:05 UTC+3 | 22:05 UTC+3    |                  |                 |                        | Bukarest Publik: 0 Domare: César Muñiz Fernández (Spanien) | Bukarest Publik: 0 Domare: César Muñiz Fernández (Spanien) |

|             | 1 oktober 2009 | Galatasaray     | 1 – 1           | Sturm Graz            | Ali Sami Yen-stadion                                        |                                                             |
| 22:05 UTC+3 | 22:05 UTC+3    | Milan Baroš 63′ | (0 – 1) Rapport | 45+1′ Daniel Beichler | Istanbul Publik: 16 000 Domare: Bas Nijhuis (Nederländerna) | Istanbul Publik: 16 000 Domare: Bas Nijhuis (Nederländerna) |
| 22:05 UTC+3 | 22:05 UTC+3    |                 |                 |                       | Istanbul Publik: 16 000 Domare: Bas Nijhuis (Nederländerna) | Istanbul Publik: 16 000 Domare: Bas Nijhuis (Nederländerna) |
| 22:05 UTC+3 | 22:05 UTC+3    |                 |                 |                       | Istanbul Publik: 16 000 Domare: Bas Nijhuis (Nederländerna) | Istanbul Publik: 16 000 Domare: Bas Nijhuis (Nederländerna) |

|             | 22 oktober 2009 | Galatasaray                                              | 4 – 1           | Dinamo București    | Ali Sami Yen-stadion                                        |                                                             |
| 22:05 UTC+3 | 22:05 UTC+3     | Harry Kewell 32′ Shabani Nonda 42′, 46′ Elano 58′ (str.) | (2 – 0) Rapport | 61′ Gabriel Boştina | Istanbul Publik: 18 902 Domare: Martin Ingvarsson (Sverige) | Istanbul Publik: 18 902 Domare: Martin Ingvarsson (Sverige) |
| 22:05 UTC+3 | 22:05 UTC+3     |                                                          |                 |                     | Istanbul Publik: 18 902 Domare: Martin Ingvarsson (Sverige) | Istanbul Publik: 18 902 Domare: Martin Ingvarsson (Sverige) |
| 22:05 UTC+3 | 22:05 UTC+3     |                                                          |                 |                     | Istanbul Publik: 18 902 Domare: Martin Ingvarsson (Sverige) | Istanbul Publik: 18 902 Domare: Martin Ingvarsson (Sverige) |

|             | 22 oktober 2009 | Panathinaikos                    | 1 – 0           | Sturm Graz | Olympiastadion                                        |                                                       |
| 22:05 UTC+3 | 22:05 UTC+3     | Dimitrios Salpiggidis 60′ (str.) | (0 – 0) Rapport |            | Aten Publik: 31 127 Domare: Peter Rasmussen (Danmark) | Aten Publik: 31 127 Domare: Peter Rasmussen (Danmark) |
| 22:05 UTC+3 | 22:05 UTC+3     |                                  |                 |            | Aten Publik: 31 127 Domare: Peter Rasmussen (Danmark) | Aten Publik: 31 127 Domare: Peter Rasmussen (Danmark) |
| 22:05 UTC+3 | 22:05 UTC+3     |                                  |                 |            | Aten Publik: 31 127 Domare: Peter Rasmussen (Danmark) | Aten Publik: 31 127 Domare: Peter Rasmussen (Danmark) |

|             | 5 november 2009 | Dinamo București | 0 – 3           | Galatasaray                                         | Stadionul Dinamo                                     |                                                      |
| 20:00 UTC+2 | 20:00 UTC+2     |                  | (0 – 2) Rapport | 22′ Harry Kewell 24′ Shabani Nonda 56′ Mehmet Topal | Bukarest Publik: 0 Domare: Michael Weiner (Tyskland) | Bukarest Publik: 0 Domare: Michael Weiner (Tyskland) |
| 20:00 UTC+2 | 20:00 UTC+2     |                  |                 |                                                     | Bukarest Publik: 0 Domare: Michael Weiner (Tyskland) | Bukarest Publik: 0 Domare: Michael Weiner (Tyskland) |
| 20:00 UTC+2 | 20:00 UTC+2     |                  |                 |                                                     | Bukarest Publik: 0 Domare: Michael Weiner (Tyskland) | Bukarest Publik: 0 Domare: Michael Weiner (Tyskland) |

|             | 5 november 2009 | Sturm Graz | 0 – 1           | Panathinaikos          | UPC-Arena                                             |                                                       |
| 19:00 UTC+1 | 19:00 UTC+1     |            | (0 – 1) Rapport | 70′ Kostas Katsouranis | Graz Publik: 15 322 Domare: Pavel Královec (Tjeckien) | Graz Publik: 15 322 Domare: Pavel Královec (Tjeckien) |
| 19:00 UTC+1 | 19:00 UTC+1     |            |                 |                        | Graz Publik: 15 322 Domare: Pavel Královec (Tjeckien) | Graz Publik: 15 322 Domare: Pavel Královec (Tjeckien) |
| 19:00 UTC+1 | 19:00 UTC+1     |            |                 |                        | Graz Publik: 15 322 Domare: Pavel Královec (Tjeckien) | Graz Publik: 15 322 Domare: Pavel Královec (Tjeckien) |

|             | 3 december 2009 | Galatasaray               | 1 – 0           | Panathinaikos | Ali Sami Yen-stadion                                  |                                                       |
| 22:05 UTC+2 | 22:05 UTC+2     | Gilberto Silva 50′ (sjm.) | (0 – 0) Rapport |               | Istanbul Publik: 18 566 Domare: Ivan Bebek (Kroatien) | Istanbul Publik: 18 566 Domare: Ivan Bebek (Kroatien) |
| 22:05 UTC+2 | 22:05 UTC+2     |                           |                 |               | Istanbul Publik: 18 566 Domare: Ivan Bebek (Kroatien) | Istanbul Publik: 18 566 Domare: Ivan Bebek (Kroatien) |
| 22:05 UTC+2 | 22:05 UTC+2     |                           |                 |               | Istanbul Publik: 18 566 Domare: Ivan Bebek (Kroatien) | Istanbul Publik: 18 566 Domare: Ivan Bebek (Kroatien) |

|             | 3 december 2009 | Dinamo București        | 2 – 1           | Sturm Graz           | Stadionul Dinamo                                       |                                                        |
| 22:05 UTC+2 | 22:05 UTC+2     | Marius Niculae 41′, 57′ | (1 – 1) Rapport | 5′ Mario Sonnleitner | Bukarest Publik: 1 821 Domare: Bruno Paixão (Portugal) | Bukarest Publik: 1 821 Domare: Bruno Paixão (Portugal) |
| 22:05 UTC+2 | 22:05 UTC+2     |                         |                 |                      | Bukarest Publik: 1 821 Domare: Bruno Paixão (Portugal) | Bukarest Publik: 1 821 Domare: Bruno Paixão (Portugal) |
| 22:05 UTC+2 | 22:05 UTC+2     |                         |                 |                      | Bukarest Publik: 1 821 Domare: Bruno Paixão (Portugal) | Bukarest Publik: 1 821 Domare: Bruno Paixão (Portugal) |

|             | 16 december 2009 | Panathinaikos                            | 3 – 0           | Dinamo București | Olympiastadion                                         |                                                        |
| 20:00 UTC+2 | 20:00 UTC+2      | Ante Rukavina 54′ Djibril Cissé 80′, 85′ | (0 – 0) Rapport |                  | Aten Publik: 19 617 Domare: Kevin Blom (Nederländerna) | Aten Publik: 19 617 Domare: Kevin Blom (Nederländerna) |
| 20:00 UTC+2 | 20:00 UTC+2      |                                          |                 |                  | Aten Publik: 19 617 Domare: Kevin Blom (Nederländerna) | Aten Publik: 19 617 Domare: Kevin Blom (Nederländerna) |
| 20:00 UTC+2 | 20:00 UTC+2      |                                          |                 |                  | Aten Publik: 19 617 Domare: Kevin Blom (Nederländerna) | Aten Publik: 19 617 Domare: Kevin Blom (Nederländerna) |

|             | 16 december 2009 | Sturm Graz          | 1 – 0           | Galatasaray | UPC-Arena                                             |                                                       |
| 19:00 UTC+1 | 19:00 UTC+1      | Daniel Beichler 20′ | (1 – 0) Rapport |             | Graz Publik: 15 232 Domare: Darko Čeferin (Slovenien) | Graz Publik: 15 232 Domare: Darko Čeferin (Slovenien) |
| 19:00 UTC+1 | 19:00 UTC+1      |                     |                 |             | Graz Publik: 15 232 Domare: Darko Čeferin (Slovenien) | Graz Publik: 15 232 Domare: Darko Čeferin (Slovenien) |
| 19:00 UTC+1 | 19:00 UTC+1      |                     |                 |             | Graz Publik: 15 232 Domare: Darko Čeferin (Slovenien) | Graz Publik: 15 232 Domare: Darko Čeferin (Slovenien) |

### Grupp G
| Nr | Lag               | S | V | O | F | GM | IM | MS | P  |
| -- | ----------------- | - | - | - | - | -- | -- | -- | -- |
| 1  | Red Bull Salzburg | 6 | 6 | 0 | 0 | 9  | 2  | +7 | 18 |
| 2  | Villareal         | 6 | 3 | 0 | 3 | 8  | 6  | +2 | 9  |
| 3  | Lazio             | 6 | 2 | 0 | 4 | 9  | 10 | −1 | 6  |
| 4  | Levski Sofia      | 6 | 1 | 0 | 5 | 1  | 9  | −8 | 3  |

| Hemma \ Borta     | Italien | Bulgarien | Österrike | Spanien |
| Lazio             | —       | 0–1       | 1–2       | 2–1     |
| Levski Sofia      | 0–4     | —         | 0–1       | 0–2     |
| Red Bull Salzburg | 2–1     | 1–0       | —         | 2–0     |
| Villareal         | 4–1     | 1–0       | 0–1       | —       |

|             | 17 september 2009 | Lazio               | 1 – 2           | Red Bull Salzburg                   | Olympiastadion                                      |                                                     |
| 21:05 UTC+2 | 21:05 UTC+2       | Pasquale Foggia 59′ | (0 – 0) Rapport | 82′ Franz Schiemer 90+3′ Marc Janko | Rom Publik: 12 600 Domare: Saïd Ennjimi (Frankrike) | Rom Publik: 12 600 Domare: Saïd Ennjimi (Frankrike) |
| 21:05 UTC+2 | 21:05 UTC+2       |                     |                 |                                     | Rom Publik: 12 600 Domare: Saïd Ennjimi (Frankrike) | Rom Publik: 12 600 Domare: Saïd Ennjimi (Frankrike) |
| 21:05 UTC+2 | 21:05 UTC+2       |                     |                 |                                     | Rom Publik: 12 600 Domare: Saïd Ennjimi (Frankrike) | Rom Publik: 12 600 Domare: Saïd Ennjimi (Frankrike) |

|             | 17 september 2009 | Villarreal                   | 1 – 0           | Levski Sofia | El Madrigal                                          |                                                      |
| 21:05 UTC+2 | 21:05 UTC+2       | Nilmar Honorato da Silva 73′ | (0 – 0) Rapport |              | Villarreal Publik: 5 244 Domare: Mike Dean (England) | Villarreal Publik: 5 244 Domare: Mike Dean (England) |
| 21:05 UTC+2 | 21:05 UTC+2       |                              |                 |              | Villarreal Publik: 5 244 Domare: Mike Dean (England) | Villarreal Publik: 5 244 Domare: Mike Dean (England) |
| 21:05 UTC+2 | 21:05 UTC+2       |                              |                 |              | Villarreal Publik: 5 244 Domare: Mike Dean (England) | Villarreal Publik: 5 244 Domare: Mike Dean (England) |

|             | 1 oktober 2009 | Levski Sofia | 0 – 4           | Lazio                                                                 | Georgi Asparuhov Stadium                               |                                                        |
| 20:00 UTC+3 | 20:00 UTC+3    |              | (0 – 2) Rapport | 22′ Matuzalém 45+1′ Mauro Zárate 67′ Mourad Meghni 74′ Tommaso Rocchi | Sofia Publik: 10 000 Domare: Nikolay Ivanov (Ryssland) | Sofia Publik: 10 000 Domare: Nikolay Ivanov (Ryssland) |
| 20:00 UTC+3 | 20:00 UTC+3    |              |                 |                                                                       | Sofia Publik: 10 000 Domare: Nikolay Ivanov (Ryssland) | Sofia Publik: 10 000 Domare: Nikolay Ivanov (Ryssland) |
| 20:00 UTC+3 | 20:00 UTC+3    |              |                 |                                                                       | Sofia Publik: 10 000 Domare: Nikolay Ivanov (Ryssland) | Sofia Publik: 10 000 Domare: Nikolay Ivanov (Ryssland) |

|             | 1 oktober 2009 | Red Bull Salzburg               | 2 – 0           | Villarreal | Red Bull Arena                                            |                                                           |
| 19:00 UTC+2 | 19:00 UTC+2    | Marc Janko 21′ Somen Tchoyi 84′ | (1 – 0) Rapport |            | Salzburg Publik: 18 800 Domare: Costas Kapitanis (Cypern) | Salzburg Publik: 18 800 Domare: Costas Kapitanis (Cypern) |
| 19:00 UTC+2 | 19:00 UTC+2    |                                 |                 |            | Salzburg Publik: 18 800 Domare: Costas Kapitanis (Cypern) | Salzburg Publik: 18 800 Domare: Costas Kapitanis (Cypern) |
| 19:00 UTC+2 | 19:00 UTC+2    |                                 |                 |            | Salzburg Publik: 18 800 Domare: Costas Kapitanis (Cypern) | Salzburg Publik: 18 800 Domare: Costas Kapitanis (Cypern) |

|             | 22 oktober 2009 | Red Bull Salzburg  | 1 – 0           | Levski Sofia | Red Bull Arena                                          |                                                         |
| 19:00 UTC+2 | 19:00 UTC+2     | Dušan Švento 45+2′ | (1 – 0) Rapport |              | Salzburg Publik: 17 800 Domare: Hannes Kaasik (Estland) | Salzburg Publik: 17 800 Domare: Hannes Kaasik (Estland) |
| 19:00 UTC+2 | 19:00 UTC+2     |                    |                 |              | Salzburg Publik: 17 800 Domare: Hannes Kaasik (Estland) | Salzburg Publik: 17 800 Domare: Hannes Kaasik (Estland) |
| 19:00 UTC+2 | 19:00 UTC+2     |                    |                 |              | Salzburg Publik: 17 800 Domare: Hannes Kaasik (Estland) | Salzburg Publik: 17 800 Domare: Hannes Kaasik (Estland) |

|             | 22 oktober 2009 | Lazio                                 | 2 – 1           | Villarreal           | Olympiastadion                                   |                                                  |
| 19:00 UTC+2 | 19:00 UTC+2     | Mauro Zárate 20′ Tommaso Rocchi 90+2′ | (1 – 1) Rapport | 40′ Sebastián Eguren | Rom Publik: 14 388 Domare: Ivan Bebek (Kroatien) | Rom Publik: 14 388 Domare: Ivan Bebek (Kroatien) |
| 19:00 UTC+2 | 19:00 UTC+2     |                                       |                 |                      | Rom Publik: 14 388 Domare: Ivan Bebek (Kroatien) | Rom Publik: 14 388 Domare: Ivan Bebek (Kroatien) |
| 19:00 UTC+2 | 19:00 UTC+2     |                                       |                 |                      | Rom Publik: 14 388 Domare: Ivan Bebek (Kroatien) | Rom Publik: 14 388 Domare: Ivan Bebek (Kroatien) |

|             | 5 november 2009 | Levski Sofia | 0 – 1           | Red Bull Salzburg    | Georgi Asparuhov Stadium                           |                                                    |
| 22:05 UTC+2 | 22:05 UTC+2     |              | (0 – 0) Rapport | 90+3′ Franz Schiemer | Sofia Publik: 5 000 Domare: Cüneyt Çakır (Turkiet) | Sofia Publik: 5 000 Domare: Cüneyt Çakır (Turkiet) |
| 22:05 UTC+2 | 22:05 UTC+2     |              |                 |                      | Sofia Publik: 5 000 Domare: Cüneyt Çakır (Turkiet) | Sofia Publik: 5 000 Domare: Cüneyt Çakır (Turkiet) |
| 22:05 UTC+2 | 22:05 UTC+2     |              |                 |                      | Sofia Publik: 5 000 Domare: Cüneyt Çakır (Turkiet) | Sofia Publik: 5 000 Domare: Cüneyt Çakır (Turkiet) |

|             | 5 november 2009 | Villarreal                                                             | 4 – 1           | Lazio            | El Madrigal                                               |                                                           |
| 21:05 UTC+1 | 21:05 UTC+1     | Robert Pirès 2′, 15′ (str.) Rubén Gracia 13′ Giuseppe Rossi 83′ (str.) | (3 – 0) Rapport | 73′ Mauro Zárate | Villarreal Publik: 14 114 Domare: Knut Kircher (Tyskland) | Villarreal Publik: 14 114 Domare: Knut Kircher (Tyskland) |
| 21:05 UTC+1 | 21:05 UTC+1     |                                                                        |                 |                  | Villarreal Publik: 14 114 Domare: Knut Kircher (Tyskland) | Villarreal Publik: 14 114 Domare: Knut Kircher (Tyskland) |
| 21:05 UTC+1 | 21:05 UTC+1     |                                                                        |                 |                  | Villarreal Publik: 14 114 Domare: Knut Kircher (Tyskland) | Villarreal Publik: 14 114 Domare: Knut Kircher (Tyskland) |

|             | 2 december 2009 | Red Bull Salzburg                  | 2 – 1           | Lazio               | Red Bull Arena                                             |                                                            |
| 19:00 UTC+1 | 19:00 UTC+1     | Rabiu Afolabi 52′ Somen Tchoyi 78′ | (0 – 0) Rapport | 57′ Pasquale Foggia | Salzburg Publik: 26 270 Domare: Alexandru Tudor (Rumänien) | Salzburg Publik: 26 270 Domare: Alexandru Tudor (Rumänien) |
| 19:00 UTC+1 | 19:00 UTC+1     |                                    |                 |                     | Salzburg Publik: 26 270 Domare: Alexandru Tudor (Rumänien) | Salzburg Publik: 26 270 Domare: Alexandru Tudor (Rumänien) |
| 19:00 UTC+1 | 19:00 UTC+1     |                                    |                 |                     | Salzburg Publik: 26 270 Domare: Alexandru Tudor (Rumänien) | Salzburg Publik: 26 270 Domare: Alexandru Tudor (Rumänien) |

|             | 2 december 2009 | Levski Sofia | 0 – 2           | Villarreal                          | Georgi Asparuhov Stadium                            |                                                     |
| 20:00 UTC+2 | 20:00 UTC+2     |              | (0 – 1) Rapport | 36′ Giuseppe Rossi 84′ Marcos Senna | Sofia Publik: 5 600 Domare: Paul Allaerts (Belgien) | Sofia Publik: 5 600 Domare: Paul Allaerts (Belgien) |
| 20:00 UTC+2 | 20:00 UTC+2     |              |                 |                                     | Sofia Publik: 5 600 Domare: Paul Allaerts (Belgien) | Sofia Publik: 5 600 Domare: Paul Allaerts (Belgien) |
| 20:00 UTC+2 | 20:00 UTC+2     |              |                 |                                     | Sofia Publik: 5 600 Domare: Paul Allaerts (Belgien) | Sofia Publik: 5 600 Domare: Paul Allaerts (Belgien) |

|             | 17 december 2009 | Lazio | 0 – 1           | Levski Sofia     | Olympiastadion                                       |                                                      |
| 21:05 UTC+1 | 21:05 UTC+1      |       | (0 – 0) Rapport | 61′ Hristo Yovov | Rom Publik: 8 051 Domare: William Collum (Skottland) | Rom Publik: 8 051 Domare: William Collum (Skottland) |
| 21:05 UTC+1 | 21:05 UTC+1      |       |                 |                  | Rom Publik: 8 051 Domare: William Collum (Skottland) | Rom Publik: 8 051 Domare: William Collum (Skottland) |
| 21:05 UTC+1 | 21:05 UTC+1      |       |                 |                  | Rom Publik: 8 051 Domare: William Collum (Skottland) | Rom Publik: 8 051 Domare: William Collum (Skottland) |

|             | 17 december 2009 | Villarreal | 0 – 1           | Red Bull Salzburg | El Madrigal                                                  |                                                              |
| 21:05 UTC+1 | 21:05 UTC+1      |            | (0 – 1) Rapport | 7′ Dušan Švento   | Villarreal Publik: 5 860 Domare: Vladimír Hrinák (Slovakien) | Villarreal Publik: 5 860 Domare: Vladimír Hrinák (Slovakien) |
| 21:05 UTC+1 | 21:05 UTC+1      |            |                 |                   | Villarreal Publik: 5 860 Domare: Vladimír Hrinák (Slovakien) | Villarreal Publik: 5 860 Domare: Vladimír Hrinák (Slovakien) |
| 21:05 UTC+1 | 21:05 UTC+1      |            |                 |                   | Villarreal Publik: 5 860 Domare: Vladimír Hrinák (Slovakien) | Villarreal Publik: 5 860 Domare: Vladimír Hrinák (Slovakien) |

### Grupp H
| Nr | Lag              | S | V | O | F | GM | IM | MS | P  |
| -- | ---------------- | - | - | - | - | -- | -- | -- | -- |
| 1  | Fenerbahçe       | 6 | 5 | 0 | 1 | 8  | 3  | +5 | 15 |
| 2  | Twente           | 6 | 2 | 2 | 2 | 5  | 6  | −1 | 8  |
| 3  | Sheriff Tiraspol | 6 | 1 | 2 | 3 | 4  | 5  | −1 | 5  |
| 4  | Steaua București | 6 | 0 | 4 | 2 | 3  | 6  | −3 | 4  |

| Hemma \ Borta    | Turkiet | Moldavien | Rumänien | Nederländerna |
| Fenerbahçe       | —       | 1–0       | 3–1      | 1–2           |
| Sheriff Tiraspol | 0–1     | —         | 1–1      | 2–0           |
| Steaua București | 0–1     | 0–0       | —        | 1–1           |
| Twente           | 0–1     | 2–1       | 0–0      | —             |

|             | 17 september 2009 | Steaua București | 0 – 0           | Sheriff Tiraspol | Stadionul Steaua                                     |                                                      |
| 22:05 UTC+3 | 22:05 UTC+3       |                  | (0 – 0) Rapport |                  | Bukarest Publik: 0 Domare: Pavel Královec (Tjeckien) | Bukarest Publik: 0 Domare: Pavel Královec (Tjeckien) |
| 22:05 UTC+3 | 22:05 UTC+3       |                  |                 |                  | Bukarest Publik: 0 Domare: Pavel Královec (Tjeckien) | Bukarest Publik: 0 Domare: Pavel Královec (Tjeckien) |
| 22:05 UTC+3 | 22:05 UTC+3       |                  |                 |                  | Bukarest Publik: 0 Domare: Pavel Královec (Tjeckien) | Bukarest Publik: 0 Domare: Pavel Královec (Tjeckien) |

|             | 17 september 2009 | Fenerbahçe       | 1 – 2           | Twente               | Şükrü Saracoğlu Stadyumu                                    |                                                             |
| 22:05 UTC+3 | 22:05 UTC+3       | Mehmet Topuz 71′ | (0 – 0) Rapport | 75′, 80′ Blaise Kufo | Istanbul Publik: 27 172 Domare: Claudio Circhetta (Schweiz) | Istanbul Publik: 27 172 Domare: Claudio Circhetta (Schweiz) |
| 22:05 UTC+3 | 22:05 UTC+3       |                  |                 |                      | Istanbul Publik: 27 172 Domare: Claudio Circhetta (Schweiz) | Istanbul Publik: 27 172 Domare: Claudio Circhetta (Schweiz) |
| 22:05 UTC+3 | 22:05 UTC+3       |                  |                 |                      | Istanbul Publik: 27 172 Domare: Claudio Circhetta (Schweiz) | Istanbul Publik: 27 172 Domare: Claudio Circhetta (Schweiz) |

|             | 1 oktober 2009 | Twente | 0 – 0           | Steaua București | De Grolsch Veste                                          |                                                           |
| 19:00 UTC+2 | 19:00 UTC+2    |        | (0 – 0) Rapport |                  | Enschede Publik: 19 200 Domare: Gianluca Rocchi (Italien) | Enschede Publik: 19 200 Domare: Gianluca Rocchi (Italien) |
| 19:00 UTC+2 | 19:00 UTC+2    |        |                 |                  | Enschede Publik: 19 200 Domare: Gianluca Rocchi (Italien) | Enschede Publik: 19 200 Domare: Gianluca Rocchi (Italien) |
| 19:00 UTC+2 | 19:00 UTC+2    |        |                 |                  | Enschede Publik: 19 200 Domare: Gianluca Rocchi (Italien) | Enschede Publik: 19 200 Domare: Gianluca Rocchi (Italien) |

|             | 1 oktober 2009 | Sheriff Tiraspol | 0 – 1           | Fenerbahçe              | Sheriff Stadium                                              |                                                              |
| 20:00 UTC+3 | 20:00 UTC+3    |                  | (0 – 0) Rapport | 53′ Alexsandro de Souza | Tiraspol Publik: 11 634 Domare: Aleksandar Stavrev (Belarus) | Tiraspol Publik: 11 634 Domare: Aleksandar Stavrev (Belarus) |
| 20:00 UTC+3 | 20:00 UTC+3    |                  |                 |                         | Tiraspol Publik: 11 634 Domare: Aleksandar Stavrev (Belarus) | Tiraspol Publik: 11 634 Domare: Aleksandar Stavrev (Belarus) |
| 20:00 UTC+3 | 20:00 UTC+3    |                  |                 |                         | Tiraspol Publik: 11 634 Domare: Aleksandar Stavrev (Belarus) | Tiraspol Publik: 11 634 Domare: Aleksandar Stavrev (Belarus) |

|             | 22 oktober 2009 | Sheriff Tiraspol                                         | 2 – 0           | Twente | Sheriff Stadium                                      |                                                      |
| 20:00 UTC+3 | 20:00 UTC+3     | Wilfried Benjamin Balima 41′ Jymmy Dougllas França 90+4′ | (1 – 0) Rapport |        | Tiraspol Publik: 6 350 Domare: Tony Asumaa (Finland) | Tiraspol Publik: 6 350 Domare: Tony Asumaa (Finland) |
| 20:00 UTC+3 | 20:00 UTC+3     |                                                          |                 |        | Tiraspol Publik: 6 350 Domare: Tony Asumaa (Finland) | Tiraspol Publik: 6 350 Domare: Tony Asumaa (Finland) |
| 20:00 UTC+3 | 20:00 UTC+3     |                                                          |                 |        | Tiraspol Publik: 6 350 Domare: Tony Asumaa (Finland) | Tiraspol Publik: 6 350 Domare: Tony Asumaa (Finland) |

|             | 22 oktober 2009 | Steaua București | 0 – 1           | Fenerbahçe               | Stadionul Steaua                                            |                                                             |
| 20:00 UTC+3 | 20:00 UTC+3     |                  | (0 – 0) Rapport | 59′ Colin Kazim-Richards | Bukarest Publik: 10 500 Domare: Dougie McDonald (Skottland) | Bukarest Publik: 10 500 Domare: Dougie McDonald (Skottland) |
| 20:00 UTC+3 | 20:00 UTC+3     |                  |                 |                          | Bukarest Publik: 10 500 Domare: Dougie McDonald (Skottland) | Bukarest Publik: 10 500 Domare: Dougie McDonald (Skottland) |
| 20:00 UTC+3 | 20:00 UTC+3     |                  |                 |                          | Bukarest Publik: 10 500 Domare: Dougie McDonald (Skottland) | Bukarest Publik: 10 500 Domare: Dougie McDonald (Skottland) |

|             | 5 november 2009 | Twente                 | 2 – 1           | Sheriff Tiraspol        | De Grolsch Veste                                           |                                                            |
| 20:05 UTC+1 | 20:05 UTC+1     | Miroslav Stoch 7′, 89′ | (1 – 0) Rapport | 67′ (sjm.) Cheick Tioté | Enschede Publik: 20 200 Domare: Aleksei Kulbakov (Belarus) | Enschede Publik: 20 200 Domare: Aleksei Kulbakov (Belarus) |
| 20:05 UTC+1 | 20:05 UTC+1     |                        |                 |                         | Enschede Publik: 20 200 Domare: Aleksei Kulbakov (Belarus) | Enschede Publik: 20 200 Domare: Aleksei Kulbakov (Belarus) |
| 20:05 UTC+1 | 20:05 UTC+1     |                        |                 |                         | Enschede Publik: 20 200 Domare: Aleksei Kulbakov (Belarus) | Enschede Publik: 20 200 Domare: Aleksei Kulbakov (Belarus) |

|             | 5 november 2009 | Fenerbahçe                                               | 3 – 1           | Steaua București       | Şükrü Saracoğlu Stadyumu                                     |                                                              |
| 21:05 UTC+2 | 21:05 UTC+2     | André Santos 15′ Fábio Bilica 51′ Alexandro de Souza 67′ | (1 – 1) Rapport | 38′ Pantelis Kapetanos | Istanbul Publik: 24 080 Domare: Thomas Einwaller (Österrike) | Istanbul Publik: 24 080 Domare: Thomas Einwaller (Österrike) |
| 21:05 UTC+2 | 21:05 UTC+2     |                                                          |                 |                        | Istanbul Publik: 24 080 Domare: Thomas Einwaller (Österrike) | Istanbul Publik: 24 080 Domare: Thomas Einwaller (Österrike) |
| 21:05 UTC+2 | 21:05 UTC+2     |                                                          |                 |                        | Istanbul Publik: 24 080 Domare: Thomas Einwaller (Österrike) | Istanbul Publik: 24 080 Domare: Thomas Einwaller (Österrike) |

|             | 2 december 2009 | Sheriff Tiraspol   | 1 – 1           | Steaua București     | Sheriff Stadium                                        |                                                        |
| 20:00 UTC+2 | 20:00 UTC+2     | Amath Diedhiou 83′ | (0 – 0) Rapport | 87′ Juan Carlos Toja | Tiraspol Publik: 10 000 Domare: Tommy Skjerven (Norge) | Tiraspol Publik: 10 000 Domare: Tommy Skjerven (Norge) |
| 20:00 UTC+2 | 20:00 UTC+2     |                    |                 |                      | Tiraspol Publik: 10 000 Domare: Tommy Skjerven (Norge) | Tiraspol Publik: 10 000 Domare: Tommy Skjerven (Norge) |
| 20:00 UTC+2 | 20:00 UTC+2     |                    |                 |                      | Tiraspol Publik: 10 000 Domare: Tommy Skjerven (Norge) | Tiraspol Publik: 10 000 Domare: Tommy Skjerven (Norge) |

|             | 2 december 2009 | Twente | 0 – 1           | Fenerbahçe       | De Grolsch Veste                                                |                                                                 |
| 19:00 UTC+1 | 19:00 UTC+1     |        | (0 – 0) Rapport | 71′ Diego Lugano | Enschede Publik: 23 700 Domare: César Muñiz Fernández (Spanien) | Enschede Publik: 23 700 Domare: César Muñiz Fernández (Spanien) |
| 19:00 UTC+1 | 19:00 UTC+1     |        |                 |                  | Enschede Publik: 23 700 Domare: César Muñiz Fernández (Spanien) | Enschede Publik: 23 700 Domare: César Muñiz Fernández (Spanien) |
| 19:00 UTC+1 | 19:00 UTC+1     |        |                 |                  | Enschede Publik: 23 700 Domare: César Muñiz Fernández (Spanien) | Enschede Publik: 23 700 Domare: César Muñiz Fernández (Spanien) |

|             | 17 december 2009 | Steaua București       | 1 – 1           | Twente       | Stadionul Steaua                                      |                                                       |
| 22:05 UTC+2 | 22:05 UTC+2      | Pantelis Kapetanos 18′ | (1 – 1) Rapport | 35′ Ron Stam | Bukarest Publik: 2 400 Domare: Jorge Sousa (Portugal) | Bukarest Publik: 2 400 Domare: Jorge Sousa (Portugal) |
| 22:05 UTC+2 | 22:05 UTC+2      |                        |                 |              | Bukarest Publik: 2 400 Domare: Jorge Sousa (Portugal) | Bukarest Publik: 2 400 Domare: Jorge Sousa (Portugal) |
| 22:05 UTC+2 | 22:05 UTC+2      |                        |                 |              | Bukarest Publik: 2 400 Domare: Jorge Sousa (Portugal) | Bukarest Publik: 2 400 Domare: Jorge Sousa (Portugal) |

|             | 17 december 2009 | Fenerbahçe     | 1 – 0           | Sheriff Tiraspol | Şükrü Saracoğlu Stadyumu                             |                                                      |
| 22:05 UTC+2 | 22:05 UTC+2      | Uğur Boral 15′ | (1 – 0) Rapport |                  | Istanbul Publik: 15 498 Domare: Szolt Szabó (Ungern) | Istanbul Publik: 15 498 Domare: Szolt Szabó (Ungern) |
| 22:05 UTC+2 | 22:05 UTC+2      |                |                 |                  | Istanbul Publik: 15 498 Domare: Szolt Szabó (Ungern) | Istanbul Publik: 15 498 Domare: Szolt Szabó (Ungern) |
| 22:05 UTC+2 | 22:05 UTC+2      |                |                 |                  | Istanbul Publik: 15 498 Domare: Szolt Szabó (Ungern) | Istanbul Publik: 15 498 Domare: Szolt Szabó (Ungern) |

### Grupp I
| Nr | Lag          | S | V | O | F | GM | IM | MS  | P  |
| -- | ------------ | - | - | - | - | -- | -- | --- | -- |
| 1  | Benfica      | 6 | 5 | 0 | 1 | 13 | 3  | +10 | 15 |
| 2  | Everton      | 6 | 3 | 0 | 3 | 7  | 9  | −2  | 9  |
| 3  | BATE Borisov | 6 | 2 | 1 | 3 | 7  | 9  | −2  | 7  |
| 4  | AEK Aten     | 6 | 1 | 1 | 4 | 5  | 11 | −6  | 4  |

| Hemma \ Borta | Grekland | Belarus | Portugal | England |
| AEK Aten      | —        | 2–2     | 1–0      | 0–1     |
| BATE Borisov  | 2–1      | —       | 1–2      | 1–2     |
| Benfica       | 2–1      | 2–0     | —        | 5–0     |
| Everton       | 4–0      | 0–1     | 0–2      | —       |

|             | 17 september 2009 | Benfica                          | 2 – 0           | Bate Borisov | Estádio da Luz                                          |                                                         |
| 20:05 UTC+1 | 20:05 UTC+1       | Nuno Gomes 35′ Óscar Cardozo 41′ | (2 – 0) Rapport |              | Lissabon Publik: 34 953 Domare: Knut Kircher (Tyskland) | Lissabon Publik: 34 953 Domare: Knut Kircher (Tyskland) |
| 20:05 UTC+1 | 20:05 UTC+1       |                                  |                 |              | Lissabon Publik: 34 953 Domare: Knut Kircher (Tyskland) | Lissabon Publik: 34 953 Domare: Knut Kircher (Tyskland) |
| 20:05 UTC+1 | 20:05 UTC+1       |                                  |                 |              | Lissabon Publik: 34 953 Domare: Knut Kircher (Tyskland) | Lissabon Publik: 34 953 Domare: Knut Kircher (Tyskland) |

|             | 17 september 2009 | Everton                                                      | 4 – 0           | AEK Aten | Goodison Park                                         |                                                       |
| 20:05 UTC+1 | 20:05 UTC+1       | Joseph Yobo 10′ Sylvain Distin 17′ Steven Pienaar 37′ Jô 82′ | (3 – 0) Rapport |          | Liverpool Publik: 26 747 Domare: Robert Małek (Polen) | Liverpool Publik: 26 747 Domare: Robert Małek (Polen) |
| 20:05 UTC+1 | 20:05 UTC+1       |                                                              |                 |          | Liverpool Publik: 26 747 Domare: Robert Małek (Polen) | Liverpool Publik: 26 747 Domare: Robert Małek (Polen) |
| 20:05 UTC+1 | 20:05 UTC+1       |                                                              |                 |          | Liverpool Publik: 26 747 Domare: Robert Małek (Polen) | Liverpool Publik: 26 747 Domare: Robert Małek (Polen) |

|             | 1 oktober 2009 | AEK Aten               | 1 – 0           | Benfica | Olympiastadion                                           |                                                          |
| 20:00 UTC+2 | 20:00 UTC+2    | Daniel Majstorović 43′ | (1 – 0) Rapport |         | Aten Publik: 12 420 Domare: Stefan Johannesson (Sverige) | Aten Publik: 12 420 Domare: Stefan Johannesson (Sverige) |
| 20:00 UTC+2 | 20:00 UTC+2    |                        |                 |         | Aten Publik: 12 420 Domare: Stefan Johannesson (Sverige) | Aten Publik: 12 420 Domare: Stefan Johannesson (Sverige) |
| 20:00 UTC+2 | 20:00 UTC+2    |                        |                 |         | Aten Publik: 12 420 Domare: Stefan Johannesson (Sverige) | Aten Publik: 12 420 Domare: Stefan Johannesson (Sverige) |

|             | 1 oktober 2009 | Bate Borisov             | 1 – 2           | Everton                              | Dinamostadion                                          |                                                        |
| 20:00 UTC+3 | 20:00 UTC+3    | Dzmitry Likhtarovich 16′ | (1 – 0) Rapport | 68′ Marouane Fellaini 77′ Tim Cahill | Minsk Publik: 21 200 Domare: Cristian Balaj (Rumänien) | Minsk Publik: 21 200 Domare: Cristian Balaj (Rumänien) |
| 20:00 UTC+3 | 20:00 UTC+3    |                          |                 |                                      | Minsk Publik: 21 200 Domare: Cristian Balaj (Rumänien) | Minsk Publik: 21 200 Domare: Cristian Balaj (Rumänien) |
| 20:00 UTC+3 | 20:00 UTC+3    |                          |                 |                                      | Minsk Publik: 21 200 Domare: Cristian Balaj (Rumänien) | Minsk Publik: 21 200 Domare: Cristian Balaj (Rumänien) |

|             | 22 oktober 2009 | Bate Borisov                                | 2 – 1           | AEK Aten                 | Dinamostadion                                    |                                                  |
| 20:00 UTC+3 | 20:00 UTC+3     | Alyaksandr Pawlaw 51′ Aleksandr Alumona 85′ | (0 – 1) Rapport | 31′ (str.) Ismael Blanco | Minsk Publik: 9 200 Domare: Zsolt Szabó (Ungern) | Minsk Publik: 9 200 Domare: Zsolt Szabó (Ungern) |
| 20:00 UTC+3 | 20:00 UTC+3     |                                             |                 |                          | Minsk Publik: 9 200 Domare: Zsolt Szabó (Ungern) | Minsk Publik: 9 200 Domare: Zsolt Szabó (Ungern) |
| 20:00 UTC+3 | 20:00 UTC+3     |                                             |                 |                          | Minsk Publik: 9 200 Domare: Zsolt Szabó (Ungern) | Minsk Publik: 9 200 Domare: Zsolt Szabó (Ungern) |

|             | 22 oktober 2009 | Benfica                                                   | 5 – 0           | Everton | Estádio da Luz                                            |                                                           |
| 18:00 UTC+1 | 18:00 UTC+1     | Javier Saviola 14′, 83′ Oscar Cardozo 47′, 48′ Luisão 52′ | (1 – 0) Rapport |         | Lissabon Publik: 44 534 Domare: Nikolay Ivanov (Ryssland) | Lissabon Publik: 44 534 Domare: Nikolay Ivanov (Ryssland) |
| 18:00 UTC+1 | 18:00 UTC+1     |                                                           |                 |         | Lissabon Publik: 44 534 Domare: Nikolay Ivanov (Ryssland) | Lissabon Publik: 44 534 Domare: Nikolay Ivanov (Ryssland) |
| 18:00 UTC+1 | 18:00 UTC+1     |                                                           |                 |         | Lissabon Publik: 44 534 Domare: Nikolay Ivanov (Ryssland) | Lissabon Publik: 44 534 Domare: Nikolay Ivanov (Ryssland) |

|             | 5 november 2009 | AEK Aten                             | 2 – 2           | Bate Borisov                                | Olympiastadion                                 |                                                |
| 21:05 UTC+1 | 21:05 UTC+1     | Ismael Blanco 1′ Gustavo Manduca 38′ | (2 – 2) Rapport | 17′ Vitali Rodionov 25′ Alyaksandr Valodzka | Aten Publik: 9 716 Domare: Alon Yefet (Israel) | Aten Publik: 9 716 Domare: Alon Yefet (Israel) |
| 21:05 UTC+1 | 21:05 UTC+1     |                                      |                 |                                             | Aten Publik: 9 716 Domare: Alon Yefet (Israel) | Aten Publik: 9 716 Domare: Alon Yefet (Israel) |
| 21:05 UTC+1 | 21:05 UTC+1     |                                      |                 |                                             | Aten Publik: 9 716 Domare: Alon Yefet (Israel) | Aten Publik: 9 716 Domare: Alon Yefet (Israel) |

|             | 5 november 2009 | Everton | 0 – 2           | Benfica                              | Goodison Park                                             |                                                           |
| 20:05 UTC±0 | 20:05 UTC±0     |         | (0 – 0) Rapport | 63′ Javier Saviola 76′ Óscar Cardozo | Liverpool Publik: 30 790 Domare: Saïd Ennjimi (Frankrike) | Liverpool Publik: 30 790 Domare: Saïd Ennjimi (Frankrike) |
| 20:05 UTC±0 | 20:05 UTC±0     |         |                 |                                      | Liverpool Publik: 30 790 Domare: Saïd Ennjimi (Frankrike) | Liverpool Publik: 30 790 Domare: Saïd Ennjimi (Frankrike) |
| 20:05 UTC±0 | 20:05 UTC±0     |         |                 |                                      | Liverpool Publik: 30 790 Domare: Saïd Ennjimi (Frankrike) | Liverpool Publik: 30 790 Domare: Saïd Ennjimi (Frankrike) |

|             | 2 december 2009 | Bate Borisov            | 1 – 2           | Benfica                               | Dinamostadion                                             |                                                           |
| 20:00 UTC+2 | 20:00 UTC+2     | Miguel Vítor 69′ (sjm.) | (0 – 0) Rapport | 46′ Javier Saviola 63′ Fábio Coentrão | Minsk Publik: 11 200 Domare: Thomas Einwaller (Österrike) | Minsk Publik: 11 200 Domare: Thomas Einwaller (Österrike) |
| 20:00 UTC+2 | 20:00 UTC+2     |                         |                 |                                       | Minsk Publik: 11 200 Domare: Thomas Einwaller (Österrike) | Minsk Publik: 11 200 Domare: Thomas Einwaller (Österrike) |
| 20:00 UTC+2 | 20:00 UTC+2     |                         |                 |                                       | Minsk Publik: 11 200 Domare: Thomas Einwaller (Österrike) | Minsk Publik: 11 200 Domare: Thomas Einwaller (Österrike) |

|             | 2 december 2009 | AEK Aten | 0 – 1           | Everton                  | Olympiastadion                                          |                                                         |
| 20:00 UTC+2 | 20:00 UTC+2     |          | (0 – 1) Rapport | 6′ Dinijar Biljaletdinov | Aten Publik: 12 141 Domare: Claudio Circhetta (Schweiz) | Aten Publik: 12 141 Domare: Claudio Circhetta (Schweiz) |
| 20:00 UTC+2 | 20:00 UTC+2     |          |                 |                          | Aten Publik: 12 141 Domare: Claudio Circhetta (Schweiz) | Aten Publik: 12 141 Domare: Claudio Circhetta (Schweiz) |
| 20:00 UTC+2 | 20:00 UTC+2     |          |                 |                          | Aten Publik: 12 141 Domare: Claudio Circhetta (Schweiz) | Aten Publik: 12 141 Domare: Claudio Circhetta (Schweiz) |

|             | 17 december 2009 | Benfica                 | 2 – 1           | AEK Aten          | Estádio da Luz                                            |                                                           |
| 20:05 UTC±0 | 20:05 UTC±0      | Ángel Di María 45′, 73′ | (1 – 0) Rapport | 84′ Ismael Blanco | Lissabon Publik: 20 155 Domare: Gianluca Rocchi (Italien) | Lissabon Publik: 20 155 Domare: Gianluca Rocchi (Italien) |
| 20:05 UTC±0 | 20:05 UTC±0      |                         |                 |                   | Lissabon Publik: 20 155 Domare: Gianluca Rocchi (Italien) | Lissabon Publik: 20 155 Domare: Gianluca Rocchi (Italien) |
| 20:05 UTC±0 | 20:05 UTC±0      |                         |                 |                   | Lissabon Publik: 20 155 Domare: Gianluca Rocchi (Italien) | Lissabon Publik: 20 155 Domare: Gianluca Rocchi (Italien) |

|             | 17 december 2009 | Everton | 0 – 1           | Bate Borisov            | Goodison Park                                            |                                                          |
| 20:05 UTC±0 | 20:05 UTC±0      |         | (0 – 0) Rapport | 75′ Aliaksandr Yurevich | Liverpool Publik: 18 242 Domare: Selçuk Dereli (Turkiet) | Liverpool Publik: 18 242 Domare: Selçuk Dereli (Turkiet) |
| 20:05 UTC±0 | 20:05 UTC±0      |         |                 |                         | Liverpool Publik: 18 242 Domare: Selçuk Dereli (Turkiet) | Liverpool Publik: 18 242 Domare: Selçuk Dereli (Turkiet) |
| 20:05 UTC±0 | 20:05 UTC±0      |         |                 |                         | Liverpool Publik: 18 242 Domare: Selçuk Dereli (Turkiet) | Liverpool Publik: 18 242 Domare: Selçuk Dereli (Turkiet) |

### Grupp J
| Nr | Lag              | S | V | O | F | GM | IM | MS  | P  |
| -- | ---------------- | - | - | - | - | -- | -- | --- | -- |
| 1  | Sjachtar Donetsk | 6 | 4 | 1 | 1 | 14 | 3  | +11 | 13 |
| 2  | Club Brugge      | 6 | 3 | 2 | 1 | 10 | 8  | +2  | 11 |
| 3  | Toulouse         | 6 | 2 | 1 | 3 | 6  | 11 | −5  | 7  |
| 4  | Partizan         | 6 | 1 | 0 | 5 | 6  | 14 | −8  | 3  |

| Hemma \ Borta    | Belgien | Serbien | Ukraina | Frankrike |
| Club Brugge      | —       | 2–0     | 1–4     | 1–0       |
| Partizan         | 2–4     | —       | 1–0     | 2–3       |
| Sjachtar Donetsk | 0–0     | 4–1     | —       | 4–0       |
| Toulouse         | 2–2     | 1–0     | 0–2     | —         |

|             | 17 september 2009 | Club Brugge        | 1 – 4           | Sjachtar Donetsk                                                                      | Jan Breydelstadion                                         |                                                            |
| 21:05 UTC+2 | 21:05 UTC+2       | Karel Geraerts 63′ | (0 – 3) Rapport | 12′ Oleksiy Gai 19′ Willian Borges da Silva 36′ Darijo Srna 75′ Kostyantyn Kravchenko | Bryssel Publik: 17 770 Domare: Martin Ingvarsson (Sverige) | Bryssel Publik: 17 770 Domare: Martin Ingvarsson (Sverige) |
| 21:05 UTC+2 | 21:05 UTC+2       |                    |                 |                                                                                       | Bryssel Publik: 17 770 Domare: Martin Ingvarsson (Sverige) | Bryssel Publik: 17 770 Domare: Martin Ingvarsson (Sverige) |
| 21:05 UTC+2 | 21:05 UTC+2       |                    |                 |                                                                                       | Bryssel Publik: 17 770 Domare: Martin Ingvarsson (Sverige) | Bryssel Publik: 17 770 Domare: Martin Ingvarsson (Sverige) |

|             | 17 september 2009 | Partizan                                          | 2 – 3           | Toulouse                                     | Stadion Partizana                                      |                                                        |
| 21:05 UTC+2 | 21:05 UTC+2       | Mladen Krstajić 23′ Cleverson Gabriel Cordova 67′ | (1 – 2) Rapport | 31′, 39′ Pantxi Sirieix 49′ Xavier Pentecôte | Belgrad Publik: 13 860 Domare: Selçuk Dereli (Turkiet) | Belgrad Publik: 13 860 Domare: Selçuk Dereli (Turkiet) |
| 21:05 UTC+2 | 21:05 UTC+2       |                                                   |                 |                                              | Belgrad Publik: 13 860 Domare: Selçuk Dereli (Turkiet) | Belgrad Publik: 13 860 Domare: Selçuk Dereli (Turkiet) |
| 21:05 UTC+2 | 21:05 UTC+2       |                                                   |                 |                                              | Belgrad Publik: 13 860 Domare: Selçuk Dereli (Turkiet) | Belgrad Publik: 13 860 Domare: Selçuk Dereli (Turkiet) |

|             | 1 oktober 2009 | Toulouse                                   | 2 – 2           | Club Brugge                        | Stadium Municipal                                      |                                                        |
| 19:00 UTC+2 | 19:00 UTC+2    | Moussa Sissoko 54′ André-Pierre Gignac 84′ | (0 – 0) Rapport | 52′ Joseph Akpala 94′ Ivan Perišić | Toulouse Publik: 12 275 Domare: Sascha Kever (Schweiz) | Toulouse Publik: 12 275 Domare: Sascha Kever (Schweiz) |
| 19:00 UTC+2 | 19:00 UTC+2    |                                            |                 |                                    | Toulouse Publik: 12 275 Domare: Sascha Kever (Schweiz) | Toulouse Publik: 12 275 Domare: Sascha Kever (Schweiz) |
| 19:00 UTC+2 | 19:00 UTC+2    |                                            |                 |                                    | Toulouse Publik: 12 275 Domare: Sascha Kever (Schweiz) | Toulouse Publik: 12 275 Domare: Sascha Kever (Schweiz) |

|             | 1 oktober 2009 | Sjachtar Donetsk                                                          | 4 – 1           | Partizan        | Donbass Arena                                             |                                                           |
| 20:00 UTC+3 | 20:00 UTC+3    | Marko Lomić 24′ (sjm.) Luiz Adriano 39′ Jádson 54′ Yaroslav Rakytskiy 67′ | (2 – 0) Rapport | 86′ Adem Ljajić | Donetsk Publik: 49 480 Domare: William Collum (Skottland) | Donetsk Publik: 49 480 Domare: William Collum (Skottland) |
| 20:00 UTC+3 | 20:00 UTC+3    |                                                                           |                 |                 | Donetsk Publik: 49 480 Domare: William Collum (Skottland) | Donetsk Publik: 49 480 Domare: William Collum (Skottland) |
| 20:00 UTC+3 | 20:00 UTC+3    |                                                                           |                 |                 | Donetsk Publik: 49 480 Domare: William Collum (Skottland) | Donetsk Publik: 49 480 Domare: William Collum (Skottland) |

|             | 22 oktober 2009 | Sjachtar Donetsk                                               | 4 – 0           | Toulouse | Donbass Arena                                          |                                                        |
| 20:00 UTC+3 | 20:00 UTC+3     | Fernandinho 7′ (str.) Luiz Adriano 24′, 6′ Tomáš Hübschman 38′ | (3 – 0) Rapport |          | Donetsk Publik: 50 217 Domare: Bruno Paixão (Portugal) | Donetsk Publik: 50 217 Domare: Bruno Paixão (Portugal) |
| 20:00 UTC+3 | 20:00 UTC+3     |                                                                |                 |          | Donetsk Publik: 50 217 Domare: Bruno Paixão (Portugal) | Donetsk Publik: 50 217 Domare: Bruno Paixão (Portugal) |
| 20:00 UTC+3 | 20:00 UTC+3     |                                                                |                 |          | Donetsk Publik: 50 217 Domare: Bruno Paixão (Portugal) | Donetsk Publik: 50 217 Domare: Bruno Paixão (Portugal) |

|             | 22 oktober 2009 | Club Brugge                                | 2 – 0           | Partizan | Jan Breydelstadion                                 |                                                    |
| 19:00 UTC+2 | 19:00 UTC+2     | Ivan Perišić 4′ Rajko Brežančić 58′ (sjm.) | (1 – 0) Rapport |          | Bryssel Publik: 18 903 Domare: Mike Dean (England) | Bryssel Publik: 18 903 Domare: Mike Dean (England) |
| 19:00 UTC+2 | 19:00 UTC+2     |                                            |                 |          | Bryssel Publik: 18 903 Domare: Mike Dean (England) | Bryssel Publik: 18 903 Domare: Mike Dean (England) |
| 19:00 UTC+2 | 19:00 UTC+2     |                                            |                 |          | Bryssel Publik: 18 903 Domare: Mike Dean (England) | Bryssel Publik: 18 903 Domare: Mike Dean (England) |

|             | 5 november 2009 | Toulouse | 0 – 2           | Sjachtar Donetsk                 | Stadium Municipal                                               |                                                                 |
| 20:05 UTC+1 | 20:05 UTC+1     |          | (0 – 0) Rapport | 50′ Luiz Adriano 63′ Oleksiy Gai | Toulouse Publik: 12 046 Domare: César Muñiz Fernández (Spanien) | Toulouse Publik: 12 046 Domare: César Muñiz Fernández (Spanien) |
| 20:05 UTC+1 | 20:05 UTC+1     |          |                 |                                  | Toulouse Publik: 12 046 Domare: César Muñiz Fernández (Spanien) | Toulouse Publik: 12 046 Domare: César Muñiz Fernández (Spanien) |
| 20:05 UTC+1 | 20:05 UTC+1     |          |                 |                                  | Toulouse Publik: 12 046 Domare: César Muñiz Fernández (Spanien) | Toulouse Publik: 12 046 Domare: César Muñiz Fernández (Spanien) |

|             | 5 november 2009 | Partizan                                                | 2 – 4           | Club Brugge                                                     | Stadion Partizana                                              |                                                                |
| 20:05 UTC+1 | 20:05 UTC+1     | Adem Ljajić 52′ Washington Roberto Mariano da Silva 66′ | (0 – 2) Rapport | 28′ Ivan Perišić 36′, 57′ Dorge Kouemaha 74′ Vadis Odjidja-Ofoe | Belgrad Publik: 6 290 Domare: Robert Schörgenhofer (Österrike) | Belgrad Publik: 6 290 Domare: Robert Schörgenhofer (Österrike) |
| 20:05 UTC+1 | 20:05 UTC+1     |                                                         |                 |                                                                 | Belgrad Publik: 6 290 Domare: Robert Schörgenhofer (Österrike) | Belgrad Publik: 6 290 Domare: Robert Schörgenhofer (Österrike) |
| 20:05 UTC+1 | 20:05 UTC+1     |                                                         |                 |                                                                 | Belgrad Publik: 6 290 Domare: Robert Schörgenhofer (Österrike) | Belgrad Publik: 6 290 Domare: Robert Schörgenhofer (Österrike) |

|             | 3 december 2009 | Sjachtar Donetsk | 0 – 0           | Club Brugge | Donbass Arena                                       |                                                     |
| 20:00 UTC+2 | 20:00 UTC+2     |                  | (0 – 0) Rapport |             | Donetsk Publik: 46 089 Domare: Zsolt Szabó (Ungern) | Donetsk Publik: 46 089 Domare: Zsolt Szabó (Ungern) |
| 20:00 UTC+2 | 20:00 UTC+2     |                  |                 |             | Donetsk Publik: 46 089 Domare: Zsolt Szabó (Ungern) | Donetsk Publik: 46 089 Domare: Zsolt Szabó (Ungern) |
| 20:00 UTC+2 | 20:00 UTC+2     |                  |                 |             | Donetsk Publik: 46 089 Domare: Zsolt Szabó (Ungern) | Donetsk Publik: 46 089 Domare: Zsolt Szabó (Ungern) |

|             | 3 december 2009 | Toulouse           | 1 – 0           | Partizan | Stadium Municipal                                           |                                                             |
| 19:00 UTC+1 | 19:00 UTC+1     | Daniel Braaten 54′ | (0 – 0) Rapport |          | Toulouse Publik: 11 123 Domare: Kristinn Jakobsson (Island) | Toulouse Publik: 11 123 Domare: Kristinn Jakobsson (Island) |
| 19:00 UTC+1 | 19:00 UTC+1     |                    |                 |          | Toulouse Publik: 11 123 Domare: Kristinn Jakobsson (Island) | Toulouse Publik: 11 123 Domare: Kristinn Jakobsson (Island) |
| 19:00 UTC+1 | 19:00 UTC+1     |                    |                 |          | Toulouse Publik: 11 123 Domare: Kristinn Jakobsson (Island) | Toulouse Publik: 11 123 Domare: Kristinn Jakobsson (Island) |

|             | 16 december 2009 | Club Brugge        | 1 – 0           | Toulouse | Jan Breydelstadion                                       |                                                          |
| 21:05 UTC+1 | 21:05 UTC+1      | Ivan Perišić 90+2′ | (0 – 0) Rapport |          | Bryssel Publik: 23 668 Domare: Svein Oddvar Moen (Norge) | Bryssel Publik: 23 668 Domare: Svein Oddvar Moen (Norge) |
| 21:05 UTC+1 | 21:05 UTC+1      |                    |                 |          | Bryssel Publik: 23 668 Domare: Svein Oddvar Moen (Norge) | Bryssel Publik: 23 668 Domare: Svein Oddvar Moen (Norge) |
| 21:05 UTC+1 | 21:05 UTC+1      |                    |                 |          | Bryssel Publik: 23 668 Domare: Svein Oddvar Moen (Norge) | Bryssel Publik: 23 668 Domare: Svein Oddvar Moen (Norge) |

|             | 16 december 2009 | Partizan         | 1 – 0           | Sjachtar Donetsk | Stadion Partizana                                       |                                                         |
| 21:05 UTC+1 | 21:05 UTC+1      | Lamine Diarra 6′ | (1 – 0) Rapport |                  | Belgrad Publik: 2 000 Domare: Michael Weiner (Tyskland) | Belgrad Publik: 2 000 Domare: Michael Weiner (Tyskland) |
| 21:05 UTC+1 | 21:05 UTC+1      |                  |                 |                  | Belgrad Publik: 2 000 Domare: Michael Weiner (Tyskland) | Belgrad Publik: 2 000 Domare: Michael Weiner (Tyskland) |
| 21:05 UTC+1 | 21:05 UTC+1      |                  |                 |                  | Belgrad Publik: 2 000 Domare: Michael Weiner (Tyskland) | Belgrad Publik: 2 000 Domare: Michael Weiner (Tyskland) |

### Grupp K
| Nr | Lag          | S | V | O | F | GM | IM | MS | P  |
| -- | ------------ | - | - | - | - | -- | -- | -- | -- |
| 1  | PSV          | 6 | 4 | 2 | 0 | 8  | 3  | +5 | 14 |
| 2  | FC Köpenhamn | 6 | 3 | 1 | 2 | 7  | 4  | +3 | 10 |
| 3  | Sparta Prag  | 6 | 2 | 1 | 3 | 7  | 9  | −2 | 7  |
| 4  | Cluj         | 6 | 1 | 0 | 5 | 4  | 10 | −6 | 3  |

| Hemma \ Borta | Rumänien | Danmark | Nederländerna | Tjeckien |
| Cluj          | —        | 2–0     | 0–2           | 2–3      |
| FC Köpenhamn  | 2–0      | —       | 1–1           | 1–0      |
| PSV           | 1–0      | 1–0     | —             | 1–0      |
| Sparta Prag   | 2–0      | 0–3     | 2–2           | —        |

|             | 17 september 2009 | Sparta Prag                       | 2 – 2           | PSV Eindhoven                   | Generali Arena                                          |                                                         |
| 21:05 UTC+2 | 21:05 UTC+2       | Roman Hubník 76′ Martin Zeman 87′ | (0 – 0) Rapport | 81′, 90+1′ (str.) Jonathan Reis | Prag Publik: 16 703 Domare: Dougie McDonald (Skottland) | Prag Publik: 16 703 Domare: Dougie McDonald (Skottland) |
| 21:05 UTC+2 | 21:05 UTC+2       |                                   |                 |                                 | Prag Publik: 16 703 Domare: Dougie McDonald (Skottland) | Prag Publik: 16 703 Domare: Dougie McDonald (Skottland) |
| 21:05 UTC+2 | 21:05 UTC+2       |                                   |                 |                                 | Prag Publik: 16 703 Domare: Dougie McDonald (Skottland) | Prag Publik: 16 703 Domare: Dougie McDonald (Skottland) |

|             | 17 september 2009 | Cluj                                 | 2 – 0           | FC Köpenhamn | Stadionul Dr. Constantin Rădulescu                           |                                                              |
| 22:05 UTC+3 | 22:05 UTC+3       | Emmanuel Culio 53′ Lacina Traoré 75′ | (0 – 0) Rapport |              | Cluj-Napoca Publik: 9 000 Domare: Aleksei Kulbakov (Belarus) | Cluj-Napoca Publik: 9 000 Domare: Aleksei Kulbakov (Belarus) |
| 22:05 UTC+3 | 22:05 UTC+3       |                                      |                 |              | Cluj-Napoca Publik: 9 000 Domare: Aleksei Kulbakov (Belarus) | Cluj-Napoca Publik: 9 000 Domare: Aleksei Kulbakov (Belarus) |
| 22:05 UTC+3 | 22:05 UTC+3       |                                      |                 |              | Cluj-Napoca Publik: 9 000 Domare: Aleksei Kulbakov (Belarus) | Cluj-Napoca Publik: 9 000 Domare: Aleksei Kulbakov (Belarus) |

|             | 1 oktober 2009 | FC Köpenhamn    | 1 – 0           | Sparta Prag | Parken                                                   |                                                          |
| 19:00 UTC+2 | 19:00 UTC+2    | Dame N'Doye 25′ | (1 – 0) Rapport |             | Köpenhamn Publik: 15 043 Domare: Hannes Kaasik (Estland) | Köpenhamn Publik: 15 043 Domare: Hannes Kaasik (Estland) |
| 19:00 UTC+2 | 19:00 UTC+2    |                 |                 |             | Köpenhamn Publik: 15 043 Domare: Hannes Kaasik (Estland) | Köpenhamn Publik: 15 043 Domare: Hannes Kaasik (Estland) |
| 19:00 UTC+2 | 19:00 UTC+2    |                 |                 |             | Köpenhamn Publik: 15 043 Domare: Hannes Kaasik (Estland) | Köpenhamn Publik: 15 043 Domare: Hannes Kaasik (Estland) |

|             | 1 oktober 2009 | PSV Eindhoven   | 1 – 0           | Cluj | Philips Stadion                                         |                                                         |
| 19:00 UTC+2 | 19:00 UTC+2    | Otman Bakkal 9′ | (1 – 0) Rapport |      | Eindhoven Publik: 13 500 Domare: Tommy Skjerven (Norge) | Eindhoven Publik: 13 500 Domare: Tommy Skjerven (Norge) |
| 19:00 UTC+2 | 19:00 UTC+2    |                 |                 |      | Eindhoven Publik: 13 500 Domare: Tommy Skjerven (Norge) | Eindhoven Publik: 13 500 Domare: Tommy Skjerven (Norge) |
| 19:00 UTC+2 | 19:00 UTC+2    |                 |                 |      | Eindhoven Publik: 13 500 Domare: Tommy Skjerven (Norge) | Eindhoven Publik: 13 500 Domare: Tommy Skjerven (Norge) |

|              | 22 oktober 2009 | PSV Eindhoven     | 1 – 0           | FC Köpenhamn | Philips Stadion                                      |                                                      |
| 19:000 UTC+2 | 19:000 UTC+2    | Jonathan Reis 72′ | (0 – 0) Rapport |              | Eindhoven Publik: 17 000 Domare: Alan Kelly (Irland) | Eindhoven Publik: 17 000 Domare: Alan Kelly (Irland) |
| 19:000 UTC+2 | 19:000 UTC+2    |                   |                 |              | Eindhoven Publik: 17 000 Domare: Alan Kelly (Irland) | Eindhoven Publik: 17 000 Domare: Alan Kelly (Irland) |
| 19:000 UTC+2 | 19:000 UTC+2    |                   |                 |              | Eindhoven Publik: 17 000 Domare: Alan Kelly (Irland) | Eindhoven Publik: 17 000 Domare: Alan Kelly (Irland) |

|             | 22 oktober 2009 | Sparta Prag                      | 2 – 0           | Cluj | Generali Arena                                          |                                                         |
| 19:00 UTC+2 | 19:00 UTC+2     | Juraj Kucka 15′ Roman Hubník 32′ | (2 – 0) Rapport |      | Prag Publik: 10 134 Domare: Aleksei Nikolaev (Ryssland) | Prag Publik: 10 134 Domare: Aleksei Nikolaev (Ryssland) |
| 19:00 UTC+2 | 19:00 UTC+2     |                                  |                 |      | Prag Publik: 10 134 Domare: Aleksei Nikolaev (Ryssland) | Prag Publik: 10 134 Domare: Aleksei Nikolaev (Ryssland) |
| 19:00 UTC+2 | 19:00 UTC+2     |                                  |                 |      | Prag Publik: 10 134 Domare: Aleksei Nikolaev (Ryssland) | Prag Publik: 10 134 Domare: Aleksei Nikolaev (Ryssland) |

|             | 5 november 2009 | FC Köpenhamn               | 1 – 1           | PSV Eindhoven        | Parken                                                       |                                                              |
| 21:05 UTC+1 | 21:05 UTC+1     | Jesper Grønkjær 39′ (str.) | (1 – 0) Rapport | 72′ Balázs Dzsudzsák | Köpenhamn Publik: 21 605 Domare: Vladimír Hriňák (Slovakien) | Köpenhamn Publik: 21 605 Domare: Vladimír Hriňák (Slovakien) |
| 21:05 UTC+1 | 21:05 UTC+1     |                            |                 |                      | Köpenhamn Publik: 21 605 Domare: Vladimír Hriňák (Slovakien) | Köpenhamn Publik: 21 605 Domare: Vladimír Hriňák (Slovakien) |
| 21:05 UTC+1 | 21:05 UTC+1     |                            |                 |                      | Köpenhamn Publik: 21 605 Domare: Vladimír Hriňák (Slovakien) | Köpenhamn Publik: 21 605 Domare: Vladimír Hriňák (Slovakien) |

|             | 5 november 2009 | Cluj                                        | 2 – 3           | Sparta Prag                              | Stadionul Dr. Constantin Rădulescu                        |                                                           |
| 22:05 UTC+2 | 22:05 UTC+2     | Lacina Traoré 25′ Sebastián Dubarbier 90+1′ | (1 – 2) Rapport | 6′, 13′ Jan Holenda 90+6′ Bonno Wilfried | Cluj-Napoca Publik: 7 227 Domare: Selçuk Dereli (Turkiet) | Cluj-Napoca Publik: 7 227 Domare: Selçuk Dereli (Turkiet) |
| 22:05 UTC+2 | 22:05 UTC+2     |                                             |                 |                                          | Cluj-Napoca Publik: 7 227 Domare: Selçuk Dereli (Turkiet) | Cluj-Napoca Publik: 7 227 Domare: Selçuk Dereli (Turkiet) |
| 22:05 UTC+2 | 22:05 UTC+2     |                                             |                 |                                          | Cluj-Napoca Publik: 7 227 Domare: Selçuk Dereli (Turkiet) | Cluj-Napoca Publik: 7 227 Domare: Selçuk Dereli (Turkiet) |

|             | 3 december 2009 | PSV Eindhoven            | 1 – 0           | Sparta Prag | Philips Stadion                                              |                                                              |
| 19:00 UTC+1 | 19:00 UTC+1     | Tomáš Řepka 90+1′ (sjm.) | (0 – 0) Rapport |             | Eindhoven Publik: 26 400 Domare: Martin Ingvarsson (Sverige) | Eindhoven Publik: 26 400 Domare: Martin Ingvarsson (Sverige) |
| 19:00 UTC+1 | 19:00 UTC+1     |                          |                 |             | Eindhoven Publik: 26 400 Domare: Martin Ingvarsson (Sverige) | Eindhoven Publik: 26 400 Domare: Martin Ingvarsson (Sverige) |
| 19:00 UTC+1 | 19:00 UTC+1     |                          |                 |             | Eindhoven Publik: 26 400 Domare: Martin Ingvarsson (Sverige) | Eindhoven Publik: 26 400 Domare: Martin Ingvarsson (Sverige) |

|             | 3 december 2009 | FC Köpenhamn                        | 2 – 0           | Cluj | Parken                                                     |                                                            |
| 19:00 UTC+1 | 19:00 UTC+1     | Martin Vingaard 37′ Dame N'Doye 43′ | (2 – 0) Rapport |      | Köpenhamn Publik: 11 567 Domare: Darko Čeferin (Slovakien) | Köpenhamn Publik: 11 567 Domare: Darko Čeferin (Slovakien) |
| 19:00 UTC+1 | 19:00 UTC+1     |                                     |                 |      | Köpenhamn Publik: 11 567 Domare: Darko Čeferin (Slovakien) | Köpenhamn Publik: 11 567 Domare: Darko Čeferin (Slovakien) |
| 19:00 UTC+1 | 19:00 UTC+1     |                                     |                 |      | Köpenhamn Publik: 11 567 Domare: Darko Čeferin (Slovakien) | Köpenhamn Publik: 11 567 Domare: Darko Čeferin (Slovakien) |

|             | 16 december 2009 | Sparta Prag | 0 – 3           | FC Köpenhamn                                    | Generali Arena                                     |                                                    |
| 21:05 UTC+1 | 21:05 UTC+1      |             | (0 – 2) Rapport | 22′, 30′ Dame N'Doye 54′ (str.) Jesper Grønkjær | Prag Publik: 17 151 Domare: Sascha Kever (Schweiz) | Prag Publik: 17 151 Domare: Sascha Kever (Schweiz) |
| 21:05 UTC+1 | 21:05 UTC+1      |             |                 |                                                 | Prag Publik: 17 151 Domare: Sascha Kever (Schweiz) | Prag Publik: 17 151 Domare: Sascha Kever (Schweiz) |
| 21:05 UTC+1 | 21:05 UTC+1      |             |                 |                                                 | Prag Publik: 17 151 Domare: Sascha Kever (Schweiz) | Prag Publik: 17 151 Domare: Sascha Kever (Schweiz) |

|             | 16 december 2009 | Cluj | 0 – 2           | PSV Eindhoven                               | Stadionul Dr. Constantin Rădulescu                         |                                                            |
| 22:05 UTC+2 | 22:05 UTC+2      |      | (0 – 1) Rapport | 19′ (str.) Danko Lazović 68′ Nordin Amrabat | Cluj-Napoca Publik: 3 000 Domare: Saïd Ennjimi (Frankrike) | Cluj-Napoca Publik: 3 000 Domare: Saïd Ennjimi (Frankrike) |
| 22:05 UTC+2 | 22:05 UTC+2      |      |                 |                                             | Cluj-Napoca Publik: 3 000 Domare: Saïd Ennjimi (Frankrike) | Cluj-Napoca Publik: 3 000 Domare: Saïd Ennjimi (Frankrike) |
| 22:05 UTC+2 | 22:05 UTC+2      |      |                 |                                             | Cluj-Napoca Publik: 3 000 Domare: Saïd Ennjimi (Frankrike) | Cluj-Napoca Publik: 3 000 Domare: Saïd Ennjimi (Frankrike) |

### Grupp L
| Nr | Lag             | S | V | O | F | GM | IM | MS  | P  |
| -- | --------------- | - | - | - | - | -- | -- | --- | -- |
| 1  | Werder Bremen   | 6 | 5 | 1 | 0 | 17 | 6  | +11 | 16 |
| 2  | Athletic Bilbao | 6 | 3 | 1 | 2 | 10 | 8  | +2  | 10 |
| 3  | Nacional        | 6 | 1 | 2 | 3 | 11 | 12 | −1  | 5  |
| 4  | Austria Wien    | 6 | 0 | 2 | 4 | 4  | 16 | −12 | 2  |

| Hemma \ Borta   | Spanien | Österrike | Portugal | Tyskland |
| Athletic Bilbao | —       | 3–0       | 2–1      | 0–3      |
| Austria Wien    | 0–3     | —         | 1–1      | 2–2      |
| Nacional        | 1–1     | 5–1       | —        | 2–3      |
| Werder Bremen   | 3–1     | 2–0       | 4–1      | —        |

|             | 17 september 2009 | Athletic Bilbao                                   | 3 – 0           | Austria Wien | Estadio San Mamés                                        |                                                          |
| 21:05 UTC+2 | 21:05 UTC+2       | Fernando Llorente 8′ (str.), 24′ Iker Muniain 56′ | (2 – 0) Rapport |              | Bilbao Publik: 26 000 Domare: Kevin Blom (Nederländerna) | Bilbao Publik: 26 000 Domare: Kevin Blom (Nederländerna) |
| 21:05 UTC+2 | 21:05 UTC+2       |                                                   |                 |              | Bilbao Publik: 26 000 Domare: Kevin Blom (Nederländerna) | Bilbao Publik: 26 000 Domare: Kevin Blom (Nederländerna) |
| 21:05 UTC+2 | 21:05 UTC+2       |                                                   |                 |              | Bilbao Publik: 26 000 Domare: Kevin Blom (Nederländerna) | Bilbao Publik: 26 000 Domare: Kevin Blom (Nederländerna) |

|             | 17 september 2009 | Nacional                                   | 2 – 3           | Werder Bremen                                      | Estádio da Madeira                                      |                                                         |
| 20:05 UTC+1 | 20:05 UTC+1       | Felipe Aliste Lopes 68′ Rafik Halliche 76′ | (0 – 1) Rapport | 39′ (str.) Torsten Frings 55′, 85′ Claudio Pizarro | Madeira Publik: 3 082 Domare: Svein Oddvar Moen (Norge) | Madeira Publik: 3 082 Domare: Svein Oddvar Moen (Norge) |
| 20:05 UTC+1 | 20:05 UTC+1       |                                            |                 |                                                    | Madeira Publik: 3 082 Domare: Svein Oddvar Moen (Norge) | Madeira Publik: 3 082 Domare: Svein Oddvar Moen (Norge) |
| 20:05 UTC+1 | 20:05 UTC+1       |                                            |                 |                                                    | Madeira Publik: 3 082 Domare: Svein Oddvar Moen (Norge) | Madeira Publik: 3 082 Domare: Svein Oddvar Moen (Norge) |

|             | 1 oktober 2009 | Werder Bremen                                        | 3 – 1           | Athletic Bilbao         | Weserstadion                                                 |                                                              |
| 19:00 UTC+2 | 19:00 UTC+2    | Aaron Hunt 18′ Naldo 41′ Torsten Frings 90+4′ (str.) | (2 – 0) Rapport | 90+1′ Fernando Llorente | Bremen Publik: 24 305 Domare: Alexandru Dan Tudor (Rumänien) | Bremen Publik: 24 305 Domare: Alexandru Dan Tudor (Rumänien) |
| 19:00 UTC+2 | 19:00 UTC+2    |                                                      |                 |                         | Bremen Publik: 24 305 Domare: Alexandru Dan Tudor (Rumänien) | Bremen Publik: 24 305 Domare: Alexandru Dan Tudor (Rumänien) |
| 19:00 UTC+2 | 19:00 UTC+2    |                                                      |                 |                         | Bremen Publik: 24 305 Domare: Alexandru Dan Tudor (Rumänien) | Bremen Publik: 24 305 Domare: Alexandru Dan Tudor (Rumänien) |

|             | 1 oktober 2009 | Austria Wien                | 1 – 1           | Nacional         | Franz-Horr-Stadion                                   |                                                      |
| 19:00 UTC+2 | 19:00 UTC+2    | Thiago Maier dos Santos 76′ | (0 – 1) Rapport | 35′ Rúben Micael | Wien Publik: 11 000 Domare: Tony Chapron (Frankrike) | Wien Publik: 11 000 Domare: Tony Chapron (Frankrike) |
| 19:00 UTC+2 | 19:00 UTC+2    |                             |                 |                  | Wien Publik: 11 000 Domare: Tony Chapron (Frankrike) | Wien Publik: 11 000 Domare: Tony Chapron (Frankrike) |
| 19:00 UTC+2 | 19:00 UTC+2    |                             |                 |                  | Wien Publik: 11 000 Domare: Tony Chapron (Frankrike) | Wien Publik: 11 000 Domare: Tony Chapron (Frankrike) |

|             | 22 oktober 2009 | Austria Wien                                  | 2 – 2           | Werder Bremen            | Franz-Horr-Stadion                                      |                                                         |
| 19:00 UTC+2 | 19:00 UTC+2     | Emin Sulimani 73′ Thiago Maier dos Santos 87′ | (0 – 1) Rapport | 19′, 63′ Claudio Pizarro | Wien Publik: 11 000 Domare: Paolo Tagliavento (Italien) | Wien Publik: 11 000 Domare: Paolo Tagliavento (Italien) |
| 19:00 UTC+2 | 19:00 UTC+2     |                                               |                 |                          | Wien Publik: 11 000 Domare: Paolo Tagliavento (Italien) | Wien Publik: 11 000 Domare: Paolo Tagliavento (Italien) |
| 19:00 UTC+2 | 19:00 UTC+2     |                                               |                 |                          | Wien Publik: 11 000 Domare: Paolo Tagliavento (Italien) | Wien Publik: 11 000 Domare: Paolo Tagliavento (Italien) |

Mall:Resultat
Mall:Resultat
Mall:Resultat
Mall:Resultat
Mall:Resultat
Mall:Resultat
Mall:Resultat

## Anmärkningslista
Mall:Anmärkningslista